# Liste de pays fictifs
 (août 2024).
Si vous disposez d'ouvrages ou d'articles de référence ou si vous connaissez des sites web de qualité traitant du thème abordé ici, merci de compléter l'article en donnant les références utiles à sa vérifiabilité et en les liant à la section « Notes et références ».
Ne doit pas être confondu avec Micro-État ou Micronation.
Les pays fictifs énumérés dans cet article sont des pays imaginaires créés par des auteurs, essentiellement dans la littérature, le cinéma, la bande dessinée ou les jeux vidéo.
Ils ne doivent pas être confondus avec les nations fictives, notamment avec les micronations réelles ou virtuelles, qui sont des groupes de personnes revendiquant leur appartenance à une nation auto-proclamée, mais sans autonomie territoriale et n'échappant pas à l'autorité des États dans lesquelles ils résident.
- Haut – A
- B
- C
- D
- E
- F
- G
- H
- I
- J
- K
- L
- M
- N
- O
- P
- Q
- R
- S
- T
- U
- V
- W
- X
- Y
- Z

## 1-9
- 892-IV dans l'univers de Star Trek.

## A
- Abou-Yamen, pays fictif supposé au Moyen-Orient, nom calqué sur Abou Dhabi (Émirats arabes unis) et le Yémen transformé en Yamen, dont on ne voit brièvement que l’ambassade dans le film Les Sous-doués.
- Absurdie, nom scientifique du « vrai monde où l’on s’ennuie » dans Le Grand Voyage en Absurdie, 5e tome de la bande dessinée Olivier Rameau par Greg et Dany (parution 1974). C'est aussi le pays où se rend Michel Sardou lorsqu’il s'ennuie dans sa chanson Être une femme sortie en 1981.
- Absurdistan, pays d’Asie dans la bande dessinée Le Prince médaillé de Paul Halas et Tom Anderson dans l’univers de Mickey Mouse.
- Aculéo, royaume des Aculéos, au nord d’Alnilam, apparaît dans Les Chevaliers d'Antarès d’Anne Robillard.
- Adoradéa, forêt située sur le continent d'Enkidiev apparaissant dans la série de romans Les Chevaliers d'Émeraude d'Anne Robillard, appelée « Forêt interdite » par le reste du continent, « Saphir » par un chevalier s’étant rapidement installé.
- Aeden, île où évoluent les élèves-dieux, héros de la trilogie de Bernard Werber le Cycle des dieux.
- Ærdie dans Faucongris (un décor de campagne de Donjons et Dragons).
- Ærdie septentrionale dans Faucongris.
- Aedirn, un des Royaumes du Nord dans l'univers du Sorceleur et dans les jeux The Witcher
- Aerugo, pays dans le manga Fullmetal Alchemist.
- Afrique dans Groland.
- Afromacoland, pays africain dans le roman Chief the Honourable Minister de T. M. Aluko.
- Agaria, royaume dans Puzzle Quest: Challenge of the Warlords.
- Agartha, royaume souterrain légendaire dans les traditions indiennes.
- Agénor, pays situé à l’est d’Enlilkisar, apparaissant dans les Héritiers d’Enkidiev d’Anne Robillard.
- Agrabah, pays dans le film Aladdin de 1992 (repris dans la série Once Upon a Time).
- Agoo, île dans l’épisode Les Perles géantes de l'île d'Agoo de la série de bandes dessinées Mickey.
- Ahlissa dans Faucongris.
- Aïdye dans Faucongris.
- Alabanie, dans la série de romans policiers San-Antonio (Le Coup du père François). La capitale se nomme Struklà . Le commissaire San Antonio séduit la secrétaire du consulat d'Alabanie à Paris dans un restaurant où on sert le plat national, le "krassouillar pané" . Il s'agit d'un archétype humoristique de dictature policière stalinienne, totalement verrouillé, San Antonio, s'introduit illégalement dans l'ambassade, en mission de renseignement :Tous les dossiers de demandes de visa portent un coup de tampon à l'encre rouge mentionnant "Tulahdanlk-hu" ce qui, bien entendu, signifie "Refusé" en Alabanien.
- Alabasta, un royaume dans One Piece.
- Alanie dans Wien, du Stadt meiner Träume.
- Al-Ondalouze dans La Passe-miroir de Christelle Dabos.
- Alatorin dans les Royaumes oubliés.
- Alcouatraz, île pénitentiaire inspirée d'Alcatraz dans la série télévisée La Bande à Picsou.
- Aldmeris, continent dans The Elder Scrolls.
- Aldovie, pays fictif dans A Christmas Prince: The Royal Wedding.
- Alfheim dans Mystara (un décor de campagne de Donjons et Dragons).
- Alizon dans Honor Harrington.
- Allebahst, petit royaume d'Europe Centrale dans la saga de jeux vidéo et manga Ace Attorney.
- Alliance du nord dans Negima ! Le Maître magicien.
- Alliance ferengie dans l'univers de Star Trek.
- Alliance klingo-cardassienne dans l'univers de Star Trek.
- Almaren, ile dans le légendaire de Tolkien.
- Almor dans Faucongris.
- Alnilam, continent du monde d'Achéron, dirigé par un haut-roi ou une haute-reine, apparaît dans Les Chevaliers d'Antarès d’Anne Robillard.
- Alombria, immense réseau de cavernes sur le continent d'Enkidiev apparaissant dans les Chevaliers d'Émeraude d'Anne Robillard, également connu sous le nom de Royaume des Ombres, désormais inhabité.
- Alphatia dans Mystara.
- Alt dans Honor Harrington.
- Altara dans La Roue du temps de Robert Jordan.
- Altaïr, royaume au nord-est d’Alnilam, apparaît dans Les Chevaliers d’Antarès d’Anne Robillard.
- Alterac dans l'univers de Warcraft.
- Altumbel dans les Royaumes oubliés.
- Aludra, royaume à l’est d’Alnilam, apparaît dans Les Chevaliers d’Antarès d’Anne Robillard.
- Alvonia, royaume dans le film Mon copain le roi.
- Amadicia dans La Roue du temps de Robert Jordan.
- Amakna, pays où se déroule l'action du jeu vidéo en ligne Dofus.
- Amaland dans les romans sur le pays d'Oz.
- Amazon, un royaume dans One Piece.
- Amazonia, petit État d’Amérique du Sud, dans la bande dessinée La Terreur verte de la série Bob Morane.
- Ambrosia, ancien royaume légendaire, dans le film d'animation Professeur Layton et la Diva éternelle.
- Amefurashi, royaume dans le manga The World Is Still Beautiful.
- Amerekh, dans la saga La Légende de Hawkmoon.
- Amerzone, pays de la série de bandes dessinées Canardo de Benoît Sokal, et du jeu L'Amerzone.
- Amestris, pays dans le manga Fullmetal Alchemist.
- Ammarindar dans les Royaumes oubliés.
- Amn dans les Royaumes oubliés.
- Amphoria, île dans l’album L'île d'Amphoria de la série de bandes dessinées Bob et Bobette de Willy Vandersteen.
- An-Anshar, empire situé sur la chaîne de volcans désormais éteints séparant Enkidiev d'Enlilkisar, apparaissant dans les Héritiers d’Enkidiev d’Anne Robillard.
- Anasazi, pays situé sur le continent d'Enlilkisar, apparaissant dans les Héritiers d’Enkidiev d’Anne Robillard.
- Anaurie dans les Royaumes oubliés.
- Anauroch dans les Royaumes oubliés.
- Anchorome dans les Royaumes oubliés.
- Anchurie (de l'adjectif ancho -large en Espagnol) petite république-très corrompue  et très instable, livrée aux appétits économiques de l'Oncle Sam-)  en Amérique centrale où se situe l'action du roman de O'Henry (Alias William Sidrney Porter) inntitulé Cabbages and Kings.(Titre français Souliers, bateaux et Présidents). C'est cet écrivain et ce roman qui popularisèrent l'expression "République bananière". L'inspiration est probablement le Honduras, où vécut l'auteur[1]
- Andalos, ancien royaume sur Essos, pays d'origine des andals, dans l'univers du Trône de Fer.
- Andor dans La Roue du temps de Robert Jordan.
- Angmar, ancien royaume au Nord des Terres du Milieu, dans le Seigneur des Anneaux, et dans l'histoire des Terres du Milieu inventée par J. R. R. Tolkien.
- Angoulème dans Groland.
- Anima dans La Passe-miroir de Christelle Dabos.
- Ankaa, royaume à l’est d’Alnilam, apparaît dans Les Chevaliers d’Antarès d’Anne Robillard.
- Ankara dans les comics Judge Dredd (comic).
- Ankh-Morpork, dans le Disque-Monde.
- Annatar dans la série littéraire La légende d'Anarion de Laurent Jacquel.
- Annexie, pays fictif dans le roman Le Festin nu de William Burroughs.
- Antarctic City dans les comics Judge Dredd (comic).
- Antarctique dans Groland.
- Antarès, royaume le plus puissant d’Alnilam, apparaît dans Les Chevaliers d’Antarès d’Anne Robillard.
- Antegria, pays fictif apparaissant dans le jeu vidéo indépendant Papers, Please.
- Aquabania, île du Pacifique sud, foyer des membres du groupe The Aquabats dans leur mythologie.
- Arabia, au Moyen-Orient, dans L'Autre Univers de Poul Anderson.
- Arabie, royaume dans les jeux Warhammer.
- Aral dans Honor Harrington.
- Araluen dans L'Apprenti d'Araluen.
- Aran, pays dirigé par trois vieillards dans le troisième épisode de la bande dessinée Thorgal.
- Aranor, sur le monde de Midkemia, dans Les Chroniques de Krondor de Raymond E. Feist.
- Arard Doman dans La Roue du temps de Robert Jordan.
- Arathor dans l'univers de Warcraft.
- Arbaless dans le manga Fairy Tail d'Hiro Mashima.
- Arbédie, pays voisin du royaume des Six-Ponts de la bande dessinée Le Royaume de Benoît Feroumont.
- Arbonne dans Faucongris.
- Arborea royaume dans le film d'animation Aida degli.
- Arbroath dans le Cycle des Derynis.
- Arc-en-Terre dans La Passe-miroir de Christelle Dabos.
- Archenland, royaume dans Le Monde de Narnia.
- Arctique dans Groland.
- Arcturus, royaume situé à l’ouest d’Alnilam, apparaît dans Les Chevaliers d’Antarès d’Anne Robillard.
- Arendelle, le royaume de La Reine des neiges.
- Arfcanistan dans l’Univers des canards de Disney.
- Argent, royaume sur le continent d'Enkidiev, apparaît dans Les Chevaliers d'Émeraude d'Anne Robillard.
- Argus dans l'univers de Warcraft.
- Argzoon, dans la saga Le Cycle du guerrier de Mars.
- Ariadne dans Negima ! Le Maître magicien.
- Aridhol dans La Roue du temps de Robert Jordan.
- Aridia, pays où vit Baloo dans le dessin animé Super Baloo.
- Arkandellarie, royaume dans la série littéraire Générations la légende de Broslann de Bruno Delmas.
- Armada, cité-État flottante dans le roman Les Scarifiés de China Miéville.
- Arnor, royaume dans le légendaire de Tolkien.
- Ar Noy, ancienne cité rhoynar sur Essos, dans l'univers du Trône de Fer.
- Arprofond dans les Royaumes oubliés.
- Arrabar dans les Royaumes oubliés.
- Arrakis, une planète désertique aussi appelée Dune dans l'Univers de Dune.
- Arstotzka, pays fictif apparaissant dans le jeu vidéo indépendant Papers, Please.
- Asram dans les Royaumes oubliés.
- Arrida dans L'Apprenti d'Araluen.
- Arthedain, royaume dans le légendaire de Tolkien.
- Arvernien, pays dans le légendaire de Tolkien.
- Aryselmalyr dans les Royaumes oubliés.
- Aryvandaar dans les Royaumes oubliés.
- Asabhad, cité d'Essos, dans l'univers du Trône de Fer.
- Ascore dans les Royaumes oubliés.
- Aserai, sultanat situé dans les régions désertiques au sud du continent, dans le jeu vidéo Mount and Blade II: Bannerlord.
- Asiacommunista, dans la saga La Légende de Hawkmoon.
- Asple dans les Royaumes oubliés.
- Asshaï, cité-État située à l'extrême sud-est d'Essos et du monde connu, dans l'univers du Trône de Fer et de Game of Thrones.
- Astapor, cité-État esclavagiste d'Essos, dans l'univers du Trône de Fer et de Game of Thrones.
- Atlantide, île et cité légendaire englouti sous l'Océan Atlantique, chère à Platon, Arthur Conan Doyle et Pierre Benoit.
- Atlantis, île dans l'œuvre de Robert E. Howard sur Kull.
- Atlantis dans les comics Judge Dredd (comic).
- Athalantar dans les Royaumes oubliés.
- Athel Loren, royaume dans les jeux Warhammer.
- Atoll K dans Atoll K de Laurel et Hardy.
- Atoll ondulé, île où vit Ocide dans la série télévisée d'animation La Bande à Ovide.
- Atoll Triangulaire, île dans la bande dessinée Donald sur l'Atoll Triangulaire dans l'Univers des canards de Disney.
- Au-delà du Mur, immense étendue situé comme son nom l'indique au-delà du mur sur Westeros, peuplé par le peuple libre, dans l'univers du Trône de Fer et de Game of Thrones.
- Aundair dans Eberron.
- République fédérale d’Aurélia, dans le jeu vidéo Skies of Deception de la série Ace Combat.
- Austradie, pays de la bande dessinée Le Rayon U d'Edgar P. Jacobs.
- Automate, ville-portail de l'Outreterre dans Donjons et Dragons.
- Avaloha, île musicale dans Mickey & Dingo, les Caraphonies d'Avaloha.
- Avalon (l'île fortunée, ou l'île des pommes) est citée dans la légende arturienne . Ile légendaire et séjour des bienheureux: sa localisation est très imprécise (certains ont tenté de l'assimiler aux Îles Sorlingues, ou à l'Archipel des Canaries) et varie avec les divers corpus du cycle arthurien (Geoffroy de Monmouth, Chrétien de Troyes...etc), terre idéale elle continue d'inspirer poètes et chanteurs, y compris au XXe siècle[2]
- Avalonia, pays européen dans le double épisode « The Secret Invaders » de l'animé Speed Racer.
- Avalor, royaume où vit la princesse Elena.
- Avelorn, royaume dans les jeux Warhammer.
- Azeroth dans l'univers de Warcraft.
- Azjol-Nerub dans l'univers de Warcraft.

## B
- B 612, astéroïde d'origine du Petit Prince de Saint-Exupéry.
- Babahl, petit État d'Europe Centrale dans la saga de jeux vidéo et manga Ace Attorney.
- Babel dans La Passe-miroir de Christelle Dabos.
- Bactéria, État dirigée par le dictateur Benzino Napoleoni dans le film Le Dictateur de Charlie Chaplin.
- Bagalia (en), île souveraine de l'univers Marvel.
- Bagarad, dans la saga Le Cycle du guerrier de Mars.
- Bahavie, pays dont est originaire Meena, une amie de Cory, dans la série Disney Cory est dans la place.
- Baki, île du Pacifique anciennement sous domination britannique, foyer d'origine d'Omio dans les œuvres de Madeleine L'Engle.
- Ballywood, un royaume dans One Piece.
- Bambino Island, île dans Super Baloo.
- Balnibarbi, île du Pacifique dans Les Voyages de Gulliver de Jonathan Swift.
- Bandrika, pays d'Europe centrale dans Une femme disparaît.
- Bangkok dans les comics Judge Dredd (comic).
- Banoi, une île tropicale proche des côtes de la Papouasie-Nouvelle-Guinée et juste au nord de l'Australie, lieu du jeu Dead Island.
- Baltigo dans One Piece.
- Barataria, royaume insulaire fictif, supposément en Méditerranée, offerte à Sancho Panza par plaisanterie dans Don Quichotte de Cervantès. C'est aussi le lien de l'acte II de l'opérette The Gondoliers, de Gilbert et Sullivan.
- Barbares des Glaces dans Faucongris.
- Barbares des Neiges dans Faucongris.
- Barbares du Givre dans Faucongris.
- Barbituros, îles de la mer des Caraïbes à proximité de San Sombrèro, dans San Sombrèro (en).
- Barclay Islands, îles de la mer des Caraïbes sous dépendance britannique, à proximité des Bahamas, impliquées dans le conflit entre le trafic de drogue et Cuba dans le roman de Frederick Forsyth The Deceiver (en).
- Barons des Mers dans Faucongris.
- Barovie dans Donjons et Dragons.
- Basra dans Honor Harrington.
- Bastion de Bardac, sur le monde de Midkemia, dans Les Chroniques de Krondor de Raymond E. Feist.
- Bastions de Mror dans Eberron.
- Batham, petit royaume dans l'Himalaya, dans la bande dessinée Le Collier de Civa de la série Bob Morane.
- Battania, dans le jeu vidéo Mount and Blade II: Bannerlord.
- Bavière, État inspiré de l'État allemand du même nom dans Super Baloo.
- Bawa dans les Royaumes oubliés.
- Bayasabhad, cité d'Essos, dans l'univers du Trône de Fer.
- Bayou ou Pays Bayou dans Super Baloo.
- Bazaria, royaume mentionné dans l'album Le Semeur de joujoux de la série Bob et Bobette.
- Bearmudes, chaîne d'îles dans Super Baloo.
- Bec de Massey, ancien royaume de Westeros conquis par les Terres de l'Orage, dans l'univers du Trône de Fer.
- Behemdolg, cité-État dictatoriale du manga Fire Punch.
- Beirut dans les comics Judge Dredd (comic).
- Belegost, cité-État dans le légendaire de Tolkien.
- Belgicie, parodie de la Belgique dans le roman Voyage en Absurdie.
- Belgravia, pays fictif dans La Princesse de Chicago
- Belle Île, ancien royaume de Westeros conquis par le royaume du Roc, dans l'univers du Trône de Fer.
- Belka, principauté dans la série de jeux vidéo Ace Combat.
- Bellum dans le manga Fairy Tail d'Hiro Mashima.
- Bangalla (en), pays d'Afrique centrale dans la bande dessinée Le Fantôme.
- Beninia, pays d'Afrique dans le roman de John Brunner Tous à Zanzibar.
- Bensalem, État insulaire utopique, quelque part à l'ouest de l'Amérique, dans l'œuvre de Francis Bacon La Nouvelle Atlantide.
- Bérégost dans les Royaumes oubliés.
- Berlin Conurb dans les comics Judge Dredd (comic).
- Béryl : royaume sur le continent d'Enkidiev apparaissant dans les Chevaliers d'Émeraude d'Anne Robillard.
- Besilmer dans les Royaumes oubliés.
- Bhaerynden dans les Royaumes oubliés.
- Bhopal dans les comics Judge Dredd (comic).
- Biacra, pays fictif dans le roman de Austin Tappan Wright (en) Islandia (en).
- Bialya, pays apparaissant dans plusieurs comic books parus chez DC Comics.
- Bidulie, royaume inventé par Marcel Remacle dans les aventures du Vieux Nick.
- Bief (Royaume du Bief) l'une des sept couronnes de Westeros, conquise par Aegon Targaryen, dans l'univers du Trône de Fer et de Game of Thrones.
- Bissel dans Faucongris.
- Black Drum, un royaume dans One Piece.
- Blaloc, royaume dans de le cycle de roman Lyonesse de Jack Vance.
- Blefuscu, île de l'océan Indien où les habitants sont minuscules, dans Les Voyages de Gulliver de Jonathan Swift. Ce sont les ennemis de Lilliput.
- Blingdenpierre dans les Royaumes oubliés.
- Blood Island, île dans le jeu The Curse of Monkey Island.
- Boboland dans les romans sur le pays d'Oz.
- Bochie, dans la série de romans policiers San-Antonio.
- Bois-la-Pluie, ancien royaume de Westeros conquis par les Terres de l'Orage, dans l'univers du Trône de Fer.
- Boldavie, pays d'Europe centrale, dans la bande dessinée Les Masques de soie de la série Bob Morane.
- Bonnepay, royaume indien voisin du royaume d’Houpadoula, dans l’Univers des canards de Disney. Sa coutume est que chaque année, l’Éléphant sacré soit lâché et que celui qui le rapporte devienne maharadja.
- Booty, une île pirate de la mer des Caraïbes dans le jeu Monkey Island 2: LeChuck's Revenge.
- Bora Gora, île du Pacifique, lieu de l'action de la série télévisée Jake Cutter.
- Bordon, sur le monde de Midkemia, dans Les Chroniques de Krondor de Raymond E. Feist.
- Bordurie, pays des Balkans dont la capitale est Szohod dans l'album Le Sceptre d'Ottokar de la bande-dessinée Les Aventures de Tintin.
- Boréalis : royaume de Lyna dans la série LoliRock.
- Borginie, pays apparaissant originellement dans la saga de jeux vidéo Dino crisis puis par la suite dans les opus tardifs de Ace Attorney, il semble inspiré de pays d’Europe de l’Est tels que la Roumanie ou la Bulgarie bien que clairement défini comme pays d’Europe du Nord dans les versions américaine et française du quatrième jeu de la saga Apollo Justice: Ace Attorney.
- Borostyrie, royaume danubien évoqué marginalement dans le roman La Femme aux deux sourires, de Maurice Leblanc. L'inspiration probable est le nom d'une spécialité pharmaceutique crée vers 1920 (toujours fabiquée) le borostyrol, un désinfectant buccal,  et la province autrichienne de Styrie
- Bosco, pays dans la série de manga Fairy Tail d’Hiro Mashima.
- Bosgornie, royaume dans la série télévisée Les Mystères de l'amour.
- Bospora, royaume dans la bande dessinée L'étourneau vert dans la série Néron de Marc Sleen :
- Botswanga, pays situé sur le continent africain dans le film Le Crocodile du Botswanga de Fabrice Eboué.
- Boukamba, dans la série de romans policiers San-Antonio.
- Boulgire, parodiant la Bulgarie dans le roman Voyage en Absurdie.
- Boungawa, pays fictif d'Afrique, présidé par Léopold Macumba, père de Yo Macumba, dans Le Gendarme et les Gendarmettes. Apparemment un pays producteur de pétrole et « ami » de la France.
- Boursoulavie (d'après l'interjection des bandits de grands chemins) Pays balkanique fictif, d' inspiration ruritanienne où évolue le calamiteux espion Victor Sébastopol (les phylactères décrivent un maître espion, l'image montre une nullité retentissante)    dans la Bande dessinée crée par Roger Copuse alias Hubuc, pour le journal de Spirou
- Bozack, un des huit royaumes de Legendra dans le jeu vidéo Dragon Force.
- Braavos, cité-État constituant l'une des cités libres d'Essos, dans l'univers du Trône de Fer et de Game of Thrones.
- Brasilia, dans les comics Judge Dredd (comic).
- Braslavie, dictature monarchique dans La Couronne cachée et Le Chaudron du Diable, deux histoires de la série de bandes dessinées La Patrouille des Castors.
- Brélande dans Eberron.
- Bremagne dans le Cycle des Derynis.
- Brethil, royaume des Haladins dans le légendaire de Tolkien.
- Bretonnie, royaume dans les jeux Warhammer.
- Bretzelburg, petit royaume d'Europe centrale dans l'album QRN sur Bretzelburg des aventures de Spirou et Fantasio.
- Brigandie dans Faucongris.
- Brikklext dans les Royaumes oubliés.
- Brisbania dans les comics Judge Dredd (comic).
- Briss, un royaume dans One Piece.
- Britania, dans la série the seven deadly sins
- Britannie, parodie de la Grande-Bretagne dans le roman Voyage en Absurdie.
- Brit-Cit dans les comics Judge Dredd (comic).
- Brittys dans L'Autre Univers de Poul Anderson.
- Brobdingnag, royaume dans Les Voyages de Gulliver.
- Bruja dans les comics Judge Dredd (comic).
- Brutopie, pays de l'univers des canards de Disney, représentant l'URSS et les pays communistes.
- Bubunne, pays d'Europe inspiré de la Géorgie dans le film Jacky au royaume des filles.
- Bulgarie dans Super Baloo.
- Burzee dans les romans sur le pays d'Oz.
- Bwana, pays d’Afrique très chaud, dont le principal port est sa capitale Boubouville, dans l’épisode Les 4 As et l’île du robinson de la série de bandes dessinées Les 4 As.

## C
- Caduz, royaume dans de le cycle de roman Lyonesse de Jack Vance.
- Caelum dans le manga Fairy Tail de Hiro Mashima.
- Cairnhelm dans les Royaumes oubliés.
- Cairhien, pays dans la série de romans La Roue du temps de Robert Jordan.
- Caladan, planète ancestrale des Atréides, où Paul-Muad'Dib passe sa jeunesse avant que sa famille ne déménage sur Arrakis, dans l'univers de Dune. C'est là que la Révérende Mère Gaius Helen Mohiam le soumet juste avant son départ à l'épreuve du gom jabbar et le déclare « humain ».
- Cal-Hab dans les comics Judge Dredd (comic).
- Calam dans le Cycle des Derynis.
- Calcutta dans les comics Judge Dredd (comic).
- Caledor, royaume dans les jeux Warhammer.
- Calidornie, État américain dans la bande dessinée Mickey empereur de Calidornie de Romano Scarpa.
- Calidure, petite dictature d'Amérique du Sud dans la bande dessinée Des œufs d'exportation de Romano Scarpa et Giorgio Cavazzano.dans l'Univers des canrds de Disney.
- Calimshan, dans les Royaumes oubliés.
- Calix : royaume de Carissa dans la série LoliRock.
- Calormen (en), pays dans Le Monde de Narnia.
- Camelot, dans le manga Seven Deadly Sins.
- Canama, république d'Amérique du Sud dirigée par le dictateur Alonzo Dodho, dans la bande dessinée Steve contre Dr Yes, de Jacques Devos.
- Canichstan, pays pour les chiens, dans le film Menteur.
- Cannes dans les comics Judge Dredd (comic).
- Cantha, empire dans la série de jeux vidéo Guild Wars.
- Carcosa, cité d'Essos, dans l'univers du Trône de Fer.
- Cardi's, île dans Super Baloo.
- Cardolan, royaume dans le légendaire de Tolkien.
- Carnuvie dans Super Baloo.
- Carpathie, royaume d'Europe de l'Est dans le film Le Prince et la Danseuse de Laurence Olivier.
- Carthagalann, en Afrique du Nord, dans L'Autre Univers de Poul Anderson.
- Carthane, pays indépendant ensuite conquis par Gwynedd dans Les Derynis.
- Casablanca dans les comics Judge Dredd (comic).
- Caspak, île imaginaire au large de l'Antarctique, dans une trilogie romanesque d'Edgar Rice Burroughs.
- Cassan, principauté souveraine ensuite intégrée à Gwynedd dans la saga littéraire des Derynis.
- Castellio dans le manga Seven Deadly Sins.
- Castelmithral dans les Royaumes oubliés.
- Castel Paldragon dans les Royaumes oubliés.
- Cathay, royaume dans les jeux Warhammer.
- Çatung, dictature dirigée par le tyran Jataka Kodo située près d’Akyab, en Birmanie, dans Kodo le tyran et Des haricots partout, de la série de bandes-dessinées Spirou et Fantasio.
- Cayuna île de la mer des Caraïbes inspirée de la Jamaïque dans les romans de John Edgar Colwell Hearne (en).
- La Ceinture, dans la série de romans The Expanse de James S.A. Corey. Ancienne colonie terrienne, elle accède à l'indépendance dans L'Éveil du Léviathan.
- Célène dans Faucongris.
- Célesbourg, île volante apparaissant dans The Legend of Zelda: Skyward Sword.
- Celta, qui s'étend sur la péninsule ibérique, dans L'Autre Univers de Poul Anderson.
- Celtica dans L'Apprenti d'Araluen.
- Cerdagne, pays d'origine du héros du film Le Roi de Marc-Gilbert Sauvajon.
- Cerro Dorado, petit pays d’Amérique centrale présentant les caractéristiques d’une république bananière dans le roman Ernest le rebelle de Jacques Perret.
- Cintra, un des Royaumes du Nord dans l'univers du Sorceleur
- Citadelle dans Faucongris.
- Cité du Fleuve Serpent, sur le monde de Midkemia, dans Les Chroniques de Krondor de Raymond E. Feist.
- Ciudad Espana dans les comics Judge Dredd.
- Civinik, dans la saga Le Cycle du guerrier de Mars.
- Ch'Chilt dans les Royaumes oubliés.
- Charabie dans Ernest et Célestine : Le Voyage en Charabie.
- Charn (en), royaume du monde disparu de même nom, dans Le Monde de Narnia.
- Château-Nord dans les Royaumes oubliés.
- Château-Suif dans les Royaumes oubliés.
- Château-Zhentil dans les Royaumes oubliés.
- Chausslin dans les Royaumes oubliés.
- Ched Nazad dans les Royaumes oubliés.
- Cheireidah, petit émirat sur la Mer Rouge dans la bande dessinée L'Anse du pirate de la série Bob Morane.
- Chernarus, pays d’Europe de l’Est dans divers jeux vidéo du studio Bohemia Interactive, tels que ARMA II et DayZ.
- Chessagol dans les Royaumes oubliés.
- Chessenta dans les Royaumes oubliés.
- Chiliburgeria, pays de la péninsule Ibérique dans la bande dessinée Apparence trompeuse de Carl Barks dans l'Univers des canards de Disney.
- Chondath dans les Royaumes oubliés.
- Chrace, royaume dans les jeux Warhammer.
- Chroyane, ancienne cité rhoynar sur Essos, dans l'univers du Trône de Fer.
- Chult dans les Royaumes oubliés.
- Cimberland dans L'Autre Univers de Poul Anderson.
- Cinq Comtés dans Mystara.
- Citadelle d'Adbar dans les Royaumes oubliés.
- Citadelle Interdite, dans la bande dessinée La Citadelle interdite dans l'Univers des canards de Disney.
- Cité sous la Glace, dans l’épisode La Cité sous la glace dans l’univers des canards de Disney.
- Cité des Hommes Ailés, cité d'Essos, dans l'univers du Trône de Fer.
- Cité des Rêves dans la bande dessinée La Cité des rêves de la série Bob Morane.
- Les cités d'or, royaumes incas dans les légendes incas et la série télévisée d'animation Les Mystérieuses Cités d'or.
- Cité d'Or dans la bande dessinée Picsou et la Cité d'Or dans l’univers des canards de Disney.
- Cités Interdites, territoires des humains dans Gardiens des Cités perdues de Shannon Messenger.
- Cités Perdues, cités des elfes dans Gardiens des Cités perdues de Shannon Messenger.
- Ciudad Barranquilla dans les comics Judge Dredd (comic).
- Clariness dans le manga Shirayuki aux cheveux rouges.
- Clover dans le manga Black Clover de Yūki Tabata.
- Coalition des États, dans le jeu de rôle Rifts.
- Cobrastan, faux pays inventé sur le passeport de Jorji Costava dans le jeu vidéo Papers, Please.
- Cocacabana, pays d’Amérique du Sud hispanophone dont la monnaie est le boléros, abondant en pétrole et accueilliant dans un de ses volcans les derniers exemplaires de dinosaures vivants, dans l’épisode Les 4 As et les dinosaures de la série de bandes dessinées Les 4 As.
- Cochonland dans Der Gross méchant loup.
- Codohpie, principauté d'Europe centrale fortement inspirée de l'Empire austro-hongrois ou de la Tchécoslovaquie, dans la saga de jeux vidéo et manga Ace Attorney.
- Cokyrie, pays ennemi d'Hytanica de la trilogie Alera de Cayla Kluver (en).
- Colbaquie, pays d'Europe dans Mickey contre le Docteur Tic-Tac, dans l'univers de Mickey Mouse.
- Collines de Fer, montagnes habitées par des nains dans le légendaire de Tolkien.
- Commoria (es), royaume dans les romans de Robert E. Howard racontant l’histoire de Kull.
- La Comté, pays dans le légendaire de Tolkien.
- Conar, sur le monde de Midkemia, dans Les Chroniques de Krondor de Raymond E. Feist.
- Concordia, petit pays ou royaume en Europe, mentionné dans la pièce et le film Romanoff et Juliette, ainsi que dans la série dérivé Good Witch (saison 5, épisode 4 : « The Prince »).
- Confederate States of America, État éponyme du film (en) de Kevin Willmott (en).
- Confédération africaine, futur pays africain qui comprend la Somalie actuelle, dans Star Trek : La Nouvelle Génération.
- Confédération Breen dans l'univers de Star Trek.
- Confédération de Surak, nouveau nom de l’État des Vulcains dans l’univers de science-fiction Star Trek.
- Confédération guinéenne dans les comics Judge Dredd (comic).
- Confédération Keshiane, sur le monde de Midkemia, dans Les Chroniques de Krondor de Raymond E. Feist.
- Confédération scandinave dans les comics Judge Dredd (comic).
- Confédération silésienne dans Honor Harrington.
- Confédération Thuril, sur le monde de Kelewan, dans Les Chroniques de Krondor de Raymond E. Feist.
- Les Confins d'Eldyn dans Eberron.
- Conspirations, île méditerranéenne dans le jeu de rôle Conspirations.
- Coramshan, dans les Royaumes oubliés.
- Cordina, principauté européenne créée par Nora Roberts pour la série de romans La Principauté de Cordina.
- Corée dans les comics Judge Dredd (comic).
- Coregos dans les romans sur le pays d'Oz.
- Cormanthor dans les Royaumes oubliés.
- Cormyr, dans les Royaumes oubliés.
- Cornières dans Faucongris.
- Coronador, état fictif apparu dans l'album no 12 de Gil Jourdan (Pâtée explosive).
- Corpolis dans La Passe-miroir de Christelle Dabos.
- Corto Maltese (en), pays insulaire à proximité de la côte de l’Amérique du Sud, dans les comic books de DC Comics.
- Costa Estralia, État insulaire de la mer des Caraïbes sous la dictature du général Kane dans le film Princess Protection Program.
- Costa Nuova dans le film Le Président.
- Costaguana, pays d'Amérique du Sud dans roman Nostromo de Joseph Conrad.
- Costa Luna, royaume insulaire de la mer des Caraïbes dans le film Princess Protection Program.
- Costa Morada, pays hispanophone d’Amérique du Sud en pleine revolution dans la série télévisée Deux Flics à Miami.
- Costa Verde, pays d'Amérique Centrale dans la bande dessinée XIII.
- Côte d'Ajan, État insulaire de l'océan Indien, à proximité de la côte orientale de l'Afrique dans Black Mischief (en) d'Evelyn Waugh.
- Côte Sauvage dans Faucongris.
- Cothique, royaume dans les jeux Warhammer.
- Coventry, État éponyme de l’œuvre de Bill Willingham.
- Cracozie, pays d'Europe de l’Est d'où est originaire le protagoniste du film Le Terminal de Steven Spielberg.
- Crackyertoea, île volcanique dans Super Baloo.
- Cravatolie, parodie de la Croatie dans le roman Voyage en Absurdie.
- Créon, l'un des cinq royaumes présent dans Five Kingdoms de Brandon Mull.
- Creta, pays dans le manga Fullmetal Alchemist.
- Cristal, royaume sur le continent d'Enkidiev apparaissant dans les Chevaliers d'Émeraude d'Anne Robillard.
- Crotheny, royaume dans la saga des Royaumes d'épines et d'os de Gregory Keyes.
- Crusoeland île du Pacifique dans le film de Laurel et Hardy Atoll K.
- Cacamonga dans Super Baloo.
- Cuho, dans la série de romans policiers San-Antonio.
- Culmaster dans les Royaumes oubliés.
- Cyby dans le Cycle des Derynis.
- Cyclope dans La Passe-miroir de Christelle Dabos.
- Cyre dans Eberron.
- Czech Protectorate dans les comics Judge Dredd (comic).

## D
- Daggerfall, dans The Elder Scrolls.
- Dahaut, royaume dans de le cycle de roman Lyonesse de Jack Vance.
- Dahman, pays du Moyen-Orient à l’est d'Israël dans la série de bandes dessinées Les Chevaliers du ciel Tanguy et Laverdure.
- Dalaran dans l'univers de Warcraft.
- Daltonie, pays inspiré de l'Écosse mentionné dans la bande dessinée Le monstre du Volapük dont le héros est Tony Laflamme.
- Damara dans les Royaumes oubliés.
- Dambrath dans les Royaumes oubliés.
- Danafor, royaume dans le manga Seven Deadly Sins.
- Dar es Salaam, mégapole indépendante dans la série de bandes dessinées Judge Dredd.
- Dareth dans les Royaumes oubliés.
- Darfimbabwour dans le court-métrage éponyme de la chaîne Youtube ET BIM
- Dargûn, pays de l’univers d’Eberron du jeu de rôle Donjons et Dragons.
- Darnassus, cité-État dans l'univers de jeu vidéo Warcraft.
- Darokin, république dans l’univers de Mystara du jeu de rôle Donjons et Dragons.
- Daroush dans les Royaumes oubliés.
- Darthiir dans les Royaumes oubliés.
- Dascinet, royaume dans de le cycle de roman Lyonesse de Jack Vance.
- Daventry, royaume où se déroule la série de jeux vidéo d'aventure King's Quest.
- Degenhart, système stellaire dans l’univers de la série de romans Honor Harrington.
- Delhi-Cit ou Nu Delhi, mégapole indépendante dans la série de bandes dessinées Judge Dredd.
- Deltora, royaume central de la série de romans La Quête de Deltora d’Emily Rodda.
- Delzoun dans les Royaumes oubliés.
- Désert, pays situé sur le continent d'Enkidiev apparaissant dans Les Chevaliers d'Émeraude d'Anne Robillard.
- Le Désert, « arche » dans la série de romans La Passe-miroir de Christelle Dabos.
- Désespoir, pays dans le roman et le film Princess Bride.
- Désespoir, ville-portail de l'Outreterre dans Donjons et Dragons.
- Desierto, pays dans la série de mangas Fairy Tail de Hiro Mashima.
- Détroit, ancien royaume situé sur les Degrés de Pierre, dans l’univers du Trône de Fer.
- Deux-Rivières, pays dans la série de romans La Roue du temps de Robert Jordan.
- Diamant, royaume sur le continent d'Enkidiev apparaissant dans Les Chevaliers d'Émeraude d'Anne Robillard.
- Diamond, royaume dans le manga Black Clover de Yūki Tabata.
- Dinotopia, île dans les livres et téléfilms américains du même nom.
- Dinswipe dans Super Baloo.
- Divers dans Groland.
- Dix-Cités, confédération dans les Royaumes oubliés.
- Djakarta, mégapole indépendante dans la série de bandes dessinées Judge Dredd.
- Djanmu, pays situé sur le continent d'Enlilkisar, apparaissant dans Les Héritiers d’Enkidiev d’Anne Robillard.
- Dockhorn, système stellaire dans l’univers de la série de romans Honor Harrington.
- Dodoland dans la bande dessinée L’Étrange Écureuil de Dodoland dans l’univers des canards de Disney.
- Doduduba, petite république africaine très pauvre dans la bande dessinée Achille Talon.
- Doigts, ancien royaume de Westeros conquis la maison Royce, dans l'univers du Trône de Fer.
- Dolblunde, cité-État dans les Royaumes oubliés.
- Dominion, État des Fondateurs, dans l'univers Star Trek.
- Dor Daedeloth (es) dans le légendaire de Tolkien.
- Doriath, royaume elfe dans le légendaire de Tolkien.
- Dorne, principauté étant une des sept couronnes de Westeros, la seule non-conquise par Aegon Targaryen, dans l'univers du Trône de Fer et de Game of Thrones.
- Dorne (Grand royaume de Dorne), ancien royaume de Westeros conquis par la principauté de Dorne, dans l'univers du Trône de Fer.
- Dorthonion dans le légendaire de Tolkien.
- Dorwinion dans le légendaire de Tolkien.
- Drachma, pays dans le manga Fullmetal Alchemist.
- Dragonof, royaume disparu 400 ans avant l’intrigue, dans le manga Fairy Tail de Hiro Mashima.
- Dramaout, petit sultanat dans la bande dessinée Le Maître du Silence de la série Bob Morane.
- Dreamland dans Désenchantée, série Netflix, créée par Matt Groening.
- Dressrosa, royaume dans One Piece.
- Drik Hargunen, cité-État dans les Royaumes oubliés.
- Droâm, nation de monstres dans l’univers Eberron du jeu de rôle Donjons et Dragons.
- Drum, ensuite appelée Royaume des Cerisiers, dans One Piece.
- Dulime, royaume dans la série de bandes dessinées Un prince à croquer.
- Dunark, royaume dans le film The Shamer.
- Dunlande, région peuplée par les Dunlendings dans le légendaire de Tolkien.
- Dunspeirrin, cité-État dans les Royaumes oubliés.
- Dupapn, cité-État peuplée d’aboleths, dans les Royaumes oubliés.
- Durotar, pays des Orcs sur le continent de Kalimdor dans l'univers de Warcraft.
- Durpar, royaume marchand dans les Royaumes oubliés.
- Du Weldenvarden, pays des elfes dans la série de romans L'Héritage de Christopher Paolini.
- Dyves, méritocratie dans l’univers Faucongris du jeu de rôle Donjons et Dragons.

## E

Pays fictifs mentionnés dans le roman 1984.

- Eaerlann dans les Royaumes oubliés.
- East-Meg One (renommée Sov-Block One) dans les comics Judge Dredd (comic).
- East-Meg Two (renommée Sov-Block Two) dans les comics Judge Dredd (comic).
- Eataine dans les jeux Warhammer.
- Eauxfolles, royaume dans la bande dessinée La Nef des fous.
- Eauprofonde dans les Royaumes oubliés.
- Ecotopia, pays fictif du roman Écotopie d'Ernest Callenbach.
- Edelvetie, parodie de la Suisse dans le roman Voyage en Absurdie.
- Eden dans les comics Judge Dredd (comic).
- Edimbourg dans le manga Seven Deadly Sins.
- Edolas dans le manga Fairy Tail d'Hiro Mashima.
- Eftar, dans Nausicaä de la vallée du vent.
- Egghead dans One Piece de Eichirō Oda.
- Eharon dans La Roue du temps de Robert Jordan.
- Ehb, royaume, dans le film King Rising, au nom du roi.
- Eiellûr dans les Royaumes oubliés.
- Einath, royaume à l’ouest d’Alnilam, apparaît dans Les Chevaliers d’Antarès d’Anne Robillard.
- Ekbir dans Faucongris.
- Ekidistan, province indienne dans la jungle du Pendjab, au bord d’un affluent de l’Indus et gouvernée par un cruel maharadjah, dans l’Univers des canards de Disney.
- Elbonia, dans la bande dessinée Dilbert.
- Eldamar dans le légendaire de Tolkien.
- Eldia, ancien empire fondé par Ymir Fritz dans L'Attaque des Titans, une guerre l'a finalement détruit, à l'exception de l'île du Paradis. Après la découverte de la vérité sur son histoire par les héros de l'histoire, un nouvel empire eldien est proclamé.
- Eldorado (Amérique du Sud), pays de tous les ors, entre autres étape du périple de Candide dans le roman de Voltaire.
- Eleutheria, île du sud-ouest de l'océan Pacifique dans le Eleutheria Model Parliament Role Playing Game.
- Elfes, royaume sur le continent d'Enkidiev apparaissant dans les Chevaliers d'Émeraude d'Anne Robillard. Ses habitants sont originaires de l'île d'Osantalt.
- Elfrin dans les Royaumes oubliés.
- Ellada, pays situé sur le continent d'Enlilkisar, apparaissant dans les Héritiers d’Enkidiev d’Anne Robillard.
- Elloweer, l'un des cinq royaumes présent dans Five Kingdoms de Brandon Mull.
- Ellyrion dans les jeux Warhammer.
- Eltanine, royaume au sud d’Alnilam, apparaît dans Les Chevaliers d’Antarès d’Anne Robillard.
- Elvandar, sur le monde de Midkemia, dans Les Chroniques de Krondor de Raymond E. Feist.
- Elyria, cité valyrienne des Contrées de l'été constant sur Essos, dans l'univers du Trône de Fer.
- Émeraude, royaume sur le continent d'Enkidiev apparaissant dans les Chevaliers d'Émeraude d'Anne Robillard.
- Émirat du Gazol, émirat entre le Oman et le Yémen, dirigé par l'émir Pitroul Ben Zihn et qui en un quart de siècle est passé de pays pauvre et désertique à un puissant pays grâce au pétrole extrait sur les lieux dans Les 4 As et l'iceberg, de la série de bandes-dessinées Les 4 As.
- République d'Emmeria, dans Fires of Liberation, le sixième opus de la série de jeux vidéo Ace Combat.
- L'Empire dans L'Héritage de Christopher Paolini.
- L'Empire, divisé en trois clans (Ouest, Nord et Sud) dans le jeu vidéo Mount and Blade II: Bannerlord.
- Empire agatéen, dans le Disque-Monde.
- Empire alsurien dans l'univers de Star Trek.
- Empire andermien dans Honor Harrington.
- Empire andorien, État des Andoriens dans l'univers de Star Trek.
- Empire Bakluni dans Faucongris.
- Empire de Cristal dans My Little Pony.
- Empire de la Dame, État succédant à l’Empire du Dominateur dans le Cycle de la Compagnie noire.
- Empire de Kesh la Grande, sur le monde de Midkemia, dans Les Chroniques de Krondor de Raymond E. Feist.
- Empire des Poissons Rouges dans One Piece.
- Empire Dhakaani dans Eberron.
- Empire Doré de Yi Ti, empire situé sur Essos, dans l'univers du Trône de Fer.
- Empire Dork, dans Nausicaä de la vallée du vent.
- Empire du sud dans Negima ! Le Maître magicien.
- Empire Dumii, empire paisible dans le roman Le Peuple du Tapis de Terry Pratchett.
- Empire évronien, un empire galactique ennemi de Powerduck dans la bd éponyme, dans l'univers des canards de Disney.
- Empire galactique, régime dictatorial dirigé par l'Empereur Palpatine dans la saga Star Wars.
- Empire ghiscari, ancien empire situé sur Essos, dans l'univers du Trône de Fer.
- Empire kelvan dans l'univers de Star Trek.
- Empire klingon dans l'univers de Star Trek.
- Empire Kushan dans le manga Berserk
- Empire mardoze dans Les Forêts d'Opale.
- Empire motali dans l'univers de Star Trek.
- Empire slavenne dans l'univers de Star Trek.
- Empire stellaire romulien dans l'univers de Star Trek.
- Empire terrien dans l'univers de Star Trek.
- Empire Tkon dans l'univers de Star Trek.
- Empire tolmèque, dans Nausicaä de la vallée du vent.
- Empire xindi dans l'univers de Star Trek.
- Enedwaith dans le légendaire de Tolkien.
- Enlad, royaume dans l'anime Les Contes de Terremer.
- Éphèbe, cité-État du Disque-Monde.
- Éphédia, royaume d'Iris dans la série LoliRock.
- Équestria dans My Little Pony.
- Erebor dans le légendaire de Tolkien.
- Eregion dans le légendaire de Tolkien.
- Erewhon (1) (anagramme de « Nowhere », nulle part en anglais), pays imaginaire dans le roman du même nom de Samuel Butler.
- Erewhon (2) dans Honor Harrington.
- Eryndlyn dans les Royaumes oubliés.
- Esgaroth dans le légendaire de Tolkien.
- Espaniya, dans la saga La Légende de Hawkmoon.
- Estagund dans les Royaumes oubliés.
- Estalie dans les jeux Warhammer.
- Estasia, l'une des trois super-puissances mondiales dans le roman 1984 de George Orwell.
- République fédérale d’Estovakia, dans Fires of Liberation, le sixième opus de la série de jeux vidéo Ace Combat.
- Estolad dans le légendaire de Tolkien.
- Estremont, ancien royaume de Westeros conquis par les Terres de l'Orage, dans l'univers du Trône de Fer.
- Esturie, pays de l'Est soumis à une dictature communiste, théâtre de l'album La Bouteille à la mer dans la série La Patrouille des Castors.
- État américain de Chine dans La Sélection de Kiera Cass. C'est le nom des États-Unis après leur invasion par la Chine.
- États-Unis d'Afrique, lieu de l'action du film Africa Paradis.
- États-Unis de la Terre dans Futurama.
- Éternelle-Rencontre dans les Royaumes oubliés.
- L'Étoile dans La Passe-miroir de Christelle Dabos.
- Ettinsmoor, pays des géants dans Le Monde de Narnia.
- Erusea, royaume dans la série de jeux vidéo Ace Combat.
- Eurasia, l'une des trois super-puissances mondiales dans le roman 1984 de George Orwell.
- Euro-City ou Euro-Cit dans les comics Judge Dredd (comic).
- Ev (en) dans les romans sur le pays d'Oz.
- Evereska dans les Royaumes oubliés.
- Everlund dans les Royaumes oubliés.
- Excelsior, ville-portail de l'Outreterre dans Donjons et Dragons.
- Exodar dans l'univers de Warcraft.
- Exopotamie ( formé sur les préfixe et substantif grecs Exo -en dehors- et Potamos-fleuve-, Cf Mésopotamie) dans le roman de Boris Vian L'Automne à Pékin, une contrée désertique où une entreprise capitaliste absurde (dirigée par le baron Usus de Janpolent) s'évertue à construire une lignede chemin de fer ...strictement inutile, qui d'ailleurs s'engloutira définitivement dans les sables en défonçant une nécropole souterraine[3].
- Extalia dans le manga Fairy Tail d'Hiro Mashima.
- Extase, ville-portail de l'Outreterre dans Donjons et Dragons.
- Ex-URSS, géographie modifiée de l'actuelle Russie dans Groland.

## F
- Fairlafête, ou Taciturnie, dans Mickey et la cité silencieuse.
- Fal, royaume sur le continent d'Enkidiev apparaissant dans les Chevaliers d'Émeraude d'Anne Robillard.
- Falas dans le légendaire de Tolkien.
- Fandaria, un des huit royaumes de Legendra dans le jeu vidéo Dragon Force.
- Fangh du Donjon de Naheulbeuk de Pen of Chaos.
- Fantasia, pays du roman de Michael Ende, L'Histoire sans Fin.
- Farghestan, nation du Rivage des Syrtes de Julien Gracq.
- Farinda, sur le monde de Midkemia, dans Les Chroniques de Krondor de Raymond E. Feist.
- Faucongris, cité-État du monde de Faucongris dans le jeu de rôle Donjons et Dragons.
- Faune, ville-portail de l'Outreterre dans Donjons et Dragons.
- Fédération germanique dans La Sélection de Kiera Cass.
- Fédération des planètes unies, union de différents peuples et planètes dans l'univers Star Trek.
- Fées, royaume sur le continent d'Enkidiev apparaissant dans les Chevaliers d'Émeraude d'Anne Robillard.
- Fenarinarsa, pays d'où est originaire Gigi, personnage éponyme de la série d’animation japonaise.
- Fenwick dans le Cycle des Derynis.
- Fillory, un État du monde fictif homonyme dans la série télévisée The Magicians.
- Filekistan, pays asiatique du sous-continent indien, dirigé par la maharanée Pauline V, popularisé par les feuilletons radiophoniques Malheur aux Barbus et le Boudin Sacré dans Signé Furax de Pierre Dac et Francis Blanche.
- Fiore dans le manga Fairy Tail d'Hiro Mashima.
- Flambeau, ville-portail de l'Outreterre dans Donjons et Dragons.
- Flemish, principauté dans le manga Princess Lover!.
- Flevance, un royaume dans One Piece.
- Flore dans La Passe-miroir de Christelle Dabos.
- Florin, pays dans le roman et le film Princess Bride.
- Fluvenilstra dans les Royaumes oubliés.
- Folie, ville-portail de l'Outreterre dans Donjons et Dragons.
- Fondcombe dans le légendaire de Tolkien.
- Forêt de Fangorn dans le légendaire de Tolkien.
- Forêt des Brumes, royaume nordique dans le roman Le Roi de la Forêt des Brumes de Michael Morpurgo.
- Forêt des sorcières dans le manga Black Clover de Yūki Tabata.
- Forêt Noire dans le légendaire de Tolkien.
- Forland dans le manga Murder Princess.
- Forodwaith dans le légendaire de Tolkien.
- Fort Fort Lointain dans Shrek.
- Fort Knox dans les comics Judge Dredd (comic).
- Fortitude, ville-portail de l'Outreterre dans Donjons et Dragons.
- Fourland, royaume insulaire, dans la franchise High Card de Homura Kawamoto.
- Fraaszummdin dans les Royaumes oubliés.
- Franche-Terre dans Faucongris.
- Fraternité Écarlate dans Faucongris.
- Freedonia dans La Soupe au canard, film de Leo McCarey avec les Marx Brothers (1933).
- Friendly City dans les comics Judge Dredd (comic).
- Furyondie dans Faucongris.

## G
- Gaaldine, île du nord de l'océan Pacifique dans les poèmes des sœurs Brontë, au sud de Gondal.
- Gaël dans le Cycle des Derynis.
- Gaellans, île à l’est d’Alnilam, apparaît dans Les chevaliers d’Antarès d’Anne Robillard.
- Gaillardia dans Sois toujours diplomate.
- Galet, ancien royaume de Westeros conquis par le Val, dans l'univers du Trône de Fer.
- Gallis, constitué de la France et des Pays-Bas, dans L'Autre Univers de Poul Anderson.
- Gardea, royaume magique dont provient Dorothy dans le manga MÄR.
- Gaullie, parodie de la France, où se déroule l'action du livre Voyage en Absurdie.
- Gauntlgrym dans les Royaumes oubliés.
- Gélonie dans Mickey et l'Empire des Neiges Eternelles, de l'univers de Mickey Mouse
- Geneva dans les comics Judge Dredd (comic).
- Genosha, État insulaire de l'univers des X-Men de Marvel Comics.
- Génovie, en Europe, cadre des livres Journal d’une princesse par Meg Cabot et de deux films : Princesse malgré elle et Un mariage de princesse.
- Génovoso dans L'Apprenti d'Araluen.
- Géoff dans Faucongris.
- Germa, un royaume dans One Piece.
- Germanie, dans la saga La Légende de Hawkmoon.
- Gerolstein, certains croient voir dans le Gérolstein un pays d'Europe centrale, connu par La Grande-duchesse de Gérolstein de Jacques Offenbach ; Gerolstein est également cité comme micro-état germanique dans Les Mystères de Paris d'Eugène Sue et dans le livre Prince Othon de Robert Louis Stevenson.
- Ghealdan dans La Roue du temps de Robert Jordan.
- Gheilerul, royaume attaqué par L’Échiquier dont la population a été pétrifiée, dans le manga MÄR.
- Ghoyan Drohe, ancienne cité rhoynar sur Essos, dans l'univers du Trône de Fer.
- Giedi Prime, planète d'origine des Harkonnen, dans le cycle de Dune.
- Girtab, royaume au sud-est d’Alnilam, apparaît dans Les Chevaliers d’Antarès d’Anne Robillard.
- Gilead, pays théocratique et totalitaire dans le roman La Servante écarlate de Margaret Atwood et son adaptation en série télévisée The Handmaid's Tale : La Servante écarlate.
- Gilnéas dans l'univers de Warcraft.
- Giphantie, île habitées par les esprits élémentaires, éponyme du roman de Tiphaigne de la Roche.
- Glantri dans Mystara.
- Glasnost City dans les comics Judge Dredd (comic).
- Gloria, ville-portail de l'Outreterre dans Donjons et Dragons.
- Glubbdubdrib, île du Pacifique gouvernée par une tribu de magiciens dans Les Voyages de Gulliver de Jonathan Swift.
- Gnomeregan dans l'univers de Warcraft.
- Goa, un royaume dans One Piece.
- Godélie, royaume dans de le cycle de roman Lyonesse de Jack Vance.
- Gogossos, cité-État désormais en ruine sur Sothoryos, dans l'univers du Trône de Fer.
- Goldland, royaume dans le manga Princesse Saphir.
- Golothaer dans les Royaumes oubliés.
- Gomen, émirat fictif apparu dans l'album no 9 de Gil Jourdan (Le Gant à trois doigts).
- Gondal, île du nord de l'océan Pacifique dans les poèmes des sœurs Brontë, au nord de Gaaldine.
- Gondolin dans le légendaire de Tolkien.
- Gondor dans le légendaire de Tolkien.
- Gopal, État indépendant dont le maharadjah est l'un des personnages de l'album des aventures de Jo, Zette et Jocko La Vallée des cobras. La cantatrice Bianca Castafiore possédait une émeraude offerte par le maharadjah de Gopal.
- Gornath, ancienne cité sarnore sur Essos, dans l'univers du Trône de Fer.
- Gorslava, pays d'Europe centrale dans le film Mr. Sardonicus.
- Gracklstugh dans les Royaumes oubliés.
- Gothland, au sud de la Scandinavie, dans L'Autre Univers de Poul Anderson.
- Granbretanne, dans la saga La Légende de Hawkmoon.
- Grand-Duché d'Abacco dans le film Les Finances du grand-duc.
- Grand Empire de l'Aube, ancien empire légendaire d'Essos, dans l'univers du Trône de Fer.
- Grand Fenwick (Duché du), pays d'origine des héros de La Souris qui rugissait (roman de Leonard Wibberley, film de Jack Arnold, 1959) et La Souris sur la Lune (Richard Lester, 1963) avec Peter Sellers.
- Grand-Kudpein, principauté montagneuse d’Europe dans Les 4 as et le tyran, épisode de la série de bandes dessinées Les 4 As.
- Grand Nigéria dans les comics Judge Dredd (comic).
- Grand Wyk, ancien royaume insulaire de Westeros avant l'unification des Îles de Fer, dans l'univers du Trône de Fer.
- Grande Garabagne, contrée dont les peuples sont décrits par Henri Michaux.
- Grande-Marche dans Faucongris.
- Grande Terre, pays de l'univers du Monde émergé de Licia Troisi.
- Granicus dans Negima ! Le Maître magicien.
- Gratémoila, dans la série de romans policiers San-Antonio.
- Graustark dans le film Quand la femme est Roi.
- Grayson dans Honor Harrington.
- Grimmburg dans Son Altesse Royale.
- Grocador, un royaume dans One Piece. En VO, ce royaume s'appelle « Doerena ».
- Groland (Europe), pays éponyme de l'émission de télévision de Canal+.
- Grondar (es) dans l'œuvre de Robert E. Howard sur Kull.
- Guallidurth dans les Royaumes oubliés.
- Guaracha, petite république d'Amérique du Sud que le général Zantas (alias Zantafio), tyran dominant le pays voisin qu'est la Palombie, veut envahir : bande dessinée Spirou et Fantasio.
- Guarma, île des Caraïbes dans Red Dead Redemption II.
- Guerrelande, petite île au large de la Bretagne, siège d'un royaume indépendant qui sert de lieu fondamental dans le film King Guillaume.
- Guilder, pays dans le roman et le film Princess Bride.
- Gundavar dans les Royaumes oubliés.
- Gwendalavir dans La Quête d'Ewilan.
- Gwynedd dans le Cycle des Derynis.

## H
- Hadar, royaume au nord-nord-ouest d’Alnilam, apparaît dans Les chevaliers d’Antarès d’Anne Robillard.
- Halruaa dans les Royaumes oubliés.
- Hamsa, sur le monde de Midkemia, dans Les Chroniques de Krondor de Raymond E. Feist.
- Han, composé par la Chine, la Corée, le Japon et la Sibérie, dans L'Autre Univers de Poul Anderson.
- Hantra dans Les Forêts d'Opale.
- Harad dans le légendaire de Tolkien.
- Harloi, ancien royaume insulaire de Westeros avant l'unification des Îles de Fer, dans l'univers du Trône de Fer.
- Haunghdannar dans les Royaumes oubliés.
- La Haute Place Forte, sur le monde de Midkemia, dans Les Chroniques de Krondor de Raymond E. Feist.
- Les Hautes Étendues, sur le monde de Midkemia, dans Les Chroniques de Krondor de Raymond E. Feist.
- Havn City dans les comics Judge Dredd (comic).
- Hazelrink, principauté dans le manga Princess Lover!.
- Hécates dans Negima ! Le Maître magicien.
- Héliopolis dans La Passe-miroir de Christelle Dabos.
- Hellenecie, parodiant la Grèce dans le roman Voyage en Absurdie.
- Helsinki dans les comics Judge Dredd (comic).
- Helveti, composé de la Suisse et de l'Autriche, dans L'Autre Univers de Poul Anderson.
- Helvétie dans la bande dessinée Du rififi en Helvétie dans l’univers des canards de Disney.
- Herzoslovaquie, État d'Europe centrale, très lié à l'intrigue du roman Le Secret de Chimneys d'Agatha Christie.
- Hesh, cité lhazaréenne sur Essos, dans l'univers du Trône de Fer.
- Hesse-Weimar, royaume germanique dont le souverain est séquestré par le criminel Fantômas.
- Hibernia dans L'Apprenti d'Araluen.
- Hidatsa, pays situé sur le continent d'Enlilkisar, apparaissant dans les Héritiers d’Enkidiev d’Anne Robillard.
- Highland, un des huit royaumes de Legendra dans le jeu vidéo Dragon Force.
- Highlands dans la bande dessinée Horreur dans les Highlands de Joe Caramagna et Gianfranco Florio dans la série La Bande à Picsou.
- Hiland dans les romans sur le pays d'Oz.
- Hili-liland, pays près du Pôle Sud, fondé par la Rome antique, dans le roman de 1899 A Strange Discovery (en) de Charles Romeyn Dake (en). Situé au sud de Tsalal, il a une civilisation plus avancée. Il est constitué essentiellement de la ville de Hili-li sur l'île de Hili-li, avec des installations sur d'autres îles voisines.
- Hillsfar dans les Royaumes oubliés.
- Himlad dans le légendaire de Tolkien.
- Hinduraj, qui englobe l'Australie, l'Indonésie, Bornéo, la Birmanie, l'Inde orientale et une partie du Pacifique, dans L'Autre Univers de Poul Anderson.
- Hispanolie, parodie de l'Espagne dans le roman Voyage en Absurdie.
- Hithlum dans le légendaire de Tolkien.
- Hlammach dans les Royaumes oubliés.
- Hlondath dans les Royaumes oubliés.
- Hlundadim dans les Royaumes oubliés.
- Hong Tong dans les comics Judge Dredd (comic).
- Hoarfaern dans les Royaumes oubliés.
- Holorarar dans les Royaumes oubliés.
- Hondo City dans les comics Judge Dredd (comic).
- Hong Tong dans les comics Judge Dredd (comic).
- Hornoth, ancienne cité sarnore sur Essos, dans l'univers du Trône de Fer.
- Horoshie, pays fictif se situant sur le territoire Biélorusse et actif via un serveur discord.
- Hounsland, pays germanique ou suédois mentionné dans l’épisode The Dogs of War de la série télévisée Super Baloo.
- Houpadoula, royaume indien gouverné par un maharajah vivant dans un palais au toit d'or et aux murs sertis de pierres précieuses, voisin du royaume de Bonnepay, dans l’Univers des canards de Disney.
- Houyhnhnm, île de l'océan Indien gouvernée par les chevaux dans Les Voyages de Gulliver de Jonathan Swift. Les créatures ressemblant à des humains y sont appelées Yahoos.
- Howicce dans le Cycle des Derynis.
- Hulbourg dans les Royaumes oubliés.
- Huy Braseal, qui englobe toute l'Amérique du Sud, dans L'Autre Univers de Poul Anderson.
- Hyrule, royaume imaginaire qui sert de cadre à la série de jeux vidéo The Legend of Zelda créée par Shigeru Miyamoto et Takashi Tezuka.
- Hysterie dans Super Baloo.
- Hytanica, royaume centrale de la trilogie de romans Alera de Cayla Kluver (en).

## I
- Ibben, immense île au nord d'Essos dans la mer Grelotte, dans l'univers du Trône de Fer.
- Iceberg dans le manga Fairy Tail d'Hiro Mashima.
- Idris, pays des Chasseurs d'Ombres dans la série La Cité des ténèbres, situé entre la France et l'Italie avec Alicante comme capitale.
- Île au Secret dans le roman L’Île au secret de la série Les Royaumes de feu de Tui Sutherland.
- Île au trésor, île dans l’épisode L'île au Trésor de la série de bandes dessinées Mickey..
- Île aux Dames, île au large du Cap-Vert, gouvernée par la sexualité dans le roman éponyme; utopie érotique de Pierre Louÿs.
- Île aux Enfants, lieu principal de la série télévisée jeunesse francophone L'Île aux enfants.
- Île aux Menehunes dans la bande dessinée du même nom dans l'Univers des canards de Disney.
- Île aux Oies d'Or dans l'Univers des canards de Disney.
- Île aux Pirates, île où vivent les pirates de l'air dans Super Baloo.
- Île Cobra (en) située dans le golfe de Mexico dans l'univers de G.I. Joe.
- Île Crab, petite île de la mer des Caraïbes sous la domination de l'île Crocodile dans les comics La Patrouille des Castors.
- Île Crocodile, île en forme de crocodile dans la mer des Caraïbes avec un gouvernement dictatorial, dans les comics La Patrouille des Castors.
- Île Delfino, île ou se déroule les événements de Super Mario Sunshine.
- Île de la Sorcière, ancien royaume de Westeros conquis par le Val, dans l'univers du Trône de Fer.
- Île de Pazurika, petit royaume insulaire au nord de Mär Heaven dans le manga MÄR.
- Île des Araignées, île située sur le continent d'Enlilkisar, apparaissant dans les Héritiers d’Enkidiev d’Anne Robillard.
- Île Déserte, île où vivent Zig et Bernie dans la série d’animation Zig et Sharko.
- Île des Lézards, île située dans l'océan séparant Enkidiev et Irianeth, apparaissant dans les Chevaliers d'Émeraude d'Anne Robillard.
- Île des Mers gelées, île indigène gouvernée par la race des dominants dans le second tome de la série de bandes dessinées Thorgal.
- Île des Touftoufs, île du Pacifique où vivent les Touftoufs dans la série télévisée d'animation SOS Polluards.
- Île des Yoshi, île située au milieu de la mer Champignon dans la série Mario.
- Île du Diable dans l'Univers des canards de Disney.
- Île du Palais de la romance dans les romans sur le pays d'Oz.
- Île du Père Noël dans l'album Théo et Balthazar sur l'île du Père Noël de Grégoire Solotareff.
- Île du Sorcier, sur le monde de Midkemia, dans Les Chroniques de Krondor de Raymond E. Feist.
- Île Épouvantable dans la bande dessinée Donald et l'Île épouvantable de Giorgio Cavazzano dans l’univers des canards de Disney.
- Île Koussinos dans Mario and Luigi: Dream Team Bros.
- Île Lincoln, dans L'Île mystérieuse de Jules Verne.
- Île Nonagone dans les romans sur le pays d'Oz.
- Île Octagone dans les romans sur le pays d'Oz.
- Île Umbrella dans les romans sur le pays d'Oz.
- Île Bananias dans l'Univers des canards de Disney.
- Îles Barbituros, îles de la mer des Caraïbes à proximité de San Sombrèro, dans San Sombrèro (en).
- Îles Booty, une île pirate de la mer des Caraïbes dans le jeu Monkey Island 2: LeChuck's Revenge.
- Îles de Fer (Royaume des Îles de Fer), l'une des sept couronnes de Westeros, conquise par Aegon Targaryen, dans l'univers du Trône de Fer et de Game of Thrones.
- Île de la Tentation dans l’épisode L'île de la Tentation de la série de bandes dessinées Mickey.
- Île de Mongo dans la bande dessinée lL'Île de Mongo dans l’univers des canards de Disney.
- Île des Pingouins (ou Pingouinie): Contrée fictive crée par Anatole France dans le livre éponyme. Initialement habitée par des volatiles polaires, ceux ci ont été transformés en humains par intervention divine pour camoufler une bourde du très saint (et très myope) ermite celtique Saint Maël. Ce pays est une caricature de la France et de son histoire (y compris l'affaire Dreyfus et le Général Boulanger)
- Île du Minotaure dans la bande dessinée lL’Île du Minotaure dans l’univers des canards de Disney.
- Îles du Nord dans les jeux Warhammer.
- Îles du Sud, dans La Reine des neiges.
- Îles Nélanthères dans les Royaumes oubliés.
- Îles Pictes dans l'œuvre de Robert E. Howard sur Kull.
- Îles Sélénaes dans les Royaumes oubliés.
- Îles Tourmentées, dans Super Baloo.
- Illéa dans La Sélection de Kiera Cass. Ce pays couvre toute l'Amérique du Nord et centrale.
- Illefarn dans les Royaumes oubliés.
- Illian dans La Roue du temps de Robert Jordan.
- Illus, dans la série de romans The Expanse de James S.A. Corey. Ancienne colonie terrienne, elle accède à l'indépendance à la fin des Feux de Cibola.
- Illusk dans les Royaumes oubliés.
- Ilodhar dans les Royaumes oubliés.
- Iltkazar dans les Royaumes oubliés.
- Ilusia, un royaume dans One Piece.
- Ilythiir dans les Royaumes oubliés.
- Imaskar dans les Royaumes oubliés.
- Imperium krenim, État des Krenims dans l'univers de Star Trek.
- Imperium roquarri, dans l'univers de Star Trek.
- Impiltur dans les Royaumes oubliés.
- Impor, pays fictif apparaissant dans le jeu vidéo indépendant Papers, Please.
- Indo-City dans les comics Judge Dredd (comic).
- Indocarr, pays fictif du sud-est asiatique dans le film américain 22 Miles.
- Inja dans les jeux Warhammer.
- Interzone, micronation d'Afrique du Nord dans le roman Le Festin nu de William S. Burroughs.
- Inusitanie, dans Mickey et le Monde à Venir.
- Ipoca, pays situé sur le continent d'Enlilkisar, apparaissant dans les Héritiers d’Enkidiev d’Anne Robillard.
- Iputupi, île où est étudiée la Distribution spatio-temporelle de Coscinoscera Victoria de Georges Perec.
- Irabek, sur le monde de Midkemia, dans Les Chroniques de Krondor de Raymond E. Feist.
- Iriaebor dans les Royaumes oubliés.
- Irianeth, empire situé sur le continent du même nom, apparaissant dans les Chevaliers d'Émeraude d'Anne Robillard.
- Iridala, dans la saga Le Cycle du guerrier de Mars.
- Isa Poso dans les romans sur le pays d'Oz.
- Isengard dans le légendaire de Tolkien.
- Ishkebar, petit État insulaire entre l'Inde et la Thaïlande dans la série télévisée La Vie de palace de Zack et Cody.
- Isla Island, petite île de la mer des Caraïbes avec un gouvernement dictatorial, dans un épisode de la saison 5 de American Dad!.
- Islandia, pays isolé volontaire dans le roman de Austin Tappan Wright (en) Islandia (en).
- Isles anciennes, situées au sud-ouest des Cornouailles, à l'ouest de la Bretagne, constituées d'une grande île nommée Hybras (Hy-Brasil des légendes irlandaises), dans de le roman Lyonesse de Jack Vance.
- Ispar, sur le monde de Midkemia, dans Les Chroniques de Krondor de Raymond E. Feist.
- Isstosseffifil dans les Royaumes oubliés.
- Isthmus City, cité-État d'Amérique latine où se déroule une partie des aventures de James Bond dans le film Permis de tuer.
- Isvan dans le manga Fairy Tail d'Hiro Mashima.
- Itâcouac, île au large de la Grèce inspirée d'Itâque dans une adaptation de lOdyssée d’Homère dans la série télévisée La Bande à Picsou.
- Italian City States dans les comics Judge Dredd (comic).
- Itance, pays fictif se situant sur une île au sud de l'Irlande.
- Itsy-Bitsia, île dans Super Baloo.
- Itzaman, pays anciennement situé sur le continent d'Enlilkisar, apparaissant dans les Héritiers d’Enkidiev d’Anne Robillard.
- Itzcali dans les Royaumes oubliés.
- Iuz dans Faucongris.
- Ix, une planète lointaine, dans l'univers de Dune.
- Ix (en) dans les romans sur le pays d'Oz.
- Izumo, un des huit royaumes de Legendra dans le jeu vidéo Dragon Force.

## J
- Jackomanka dans Super Baloo.
- Jade, royaume sur le continent d'Enkidiev apparaissant dans les Chevaliers d'Émeraude d'Anne Robillard.
- Jarawak, sultanat dans le nord de l'île de Bornéo, dans la bande dessinée Le Sultan de Jarawak, de la série Bob Morane.
- Jaune Vêtu, royaume dans le recueil d'épouvante Le Roi de Jaune Vêtu de Robert Chambers.
- Javasu, île de l'océan Indien, pays présumé de la Princesse Caraboo.
- Jaya dans One Piece.
- Jelusa, dans la saga Le Cycle du guerrier de Mars.
- Jhaamdath dans les Royaumes oubliés.
- Jhyrennétoile dans les Royaumes oubliés.
- Jihadoo (ou Premiers Maîtres), dans la saga Le Cycle du guerrier de Mars.
- Jiksidur dans les Royaumes oubliés.
- Johansen dans Honor Harrington.
- Jolhimôme, royaume du Disque-monde, univers de la suite de romans Les Annales du Disque-monde.
- Jolliginki, royaume africain dans L'Histoire de Docteur Dolittle de Hugh Lofting.
- Jonction, planète de la Guilde spatiale et siège de leur seule école, dans l'univers de Dune.
- Joya dans le manga Fairy Tail d'Hiro Mashima.
- Jtempal, dans la série de romans policiers San-Antonio.
- Jurilan, royaume où se déroule le livre Les Âmes croisées écrit par Pierre Bottero.

## K
- K'Dath, cité d'Essos, dans l'univers du Trône de Fer.
- Kabbah, petit royaume proche d'Aden, dans la bande dessinée La Cité des sables de la série Bob Morane.
- Kaedwen, un des Royaumes du Nord dans l'univers du Sorceleur et dans les jeux The Witcher
- Kafiristan, pays proche de l'Afghanistan, dans le film L'Homme qui voulut être roi.
- Kafusalum, pays au Moyen-Orient dans Super Baloo.
- Kafghanistan, pays du Moyen-Orient qui produit beaucoup d'héroïne mais en proie aux rebelles Malibans, dans l'animé Banana Fish.
- Kagonesti dans Lancedragon.
- Kahndaq (en) chez DC comics.
- Kamal, l'un des quatre royaumes d'Akavir dans The Elder Scrolls.
- Kamelia dans l'œuvre de Robert E. Howard sur Kull.
- Kampong, pays de la bande dessinée Le Canon de Kra dans la série Yoko Tsuno.
- Kangalore, royaume dans la bande dessinée Le Trône de Kangalore dans l’univers des canards de Disney.
- Ka Po'Tun, l'un des quatre royaumes d'Akavir dans The Elder Scrolls.
- Karak Zorn dans les jeux Warhammer.
- Karameikos dans Mystara.
- Karathie, pays d'Europe de l’Est apparaissant dans la série de romans Les Trois Jeunes Détectives.
- Karlsberg, royaume fictif dans le film Le Prince étudiant de 1954.
- Karlsburg, royaume fictif de la Confédération allemande dans le film Le Prince étudiant de 1927.
- Karnala, dans la saga Le Cycle du guerrier de Mars.
- Karrnath dans Eberron.
- Karsoluthyil dans les Royaumes oubliés.
- Kasath, ancienne cité sarnore sur Essos, dans l'univers du Trône de Fer.
- Kasnia (en) dans le DC Animated Universe.
- Katashaka dans les Royaumes oubliés.
- Kathmandu dans les comics Judge Dredd (comic).
- Kay dans Honor Harrington.
- Kayakayanaya, cité d'Essos, dans l'univers du Trône de Fer.
- Kazohinio, dystopie dépeinte dans le roman Kazohinia (en) de Sándor Szathmári (en).
- Kchekoslavoniaquolie, parodie de la Tchécoslovaquie dans le roman Voyage en Absurdie.
- Kédétrav, un royaume dans One Piece.
- Kelsaltan (Péninsule Arabique), série de romans policiers San-Antonio.
- Keltomir dans les Royaumes oubliés.
- Kéolande dans Faucongris.
- Ket dans Faucongris.
- Kezan dans l'univers de Warcraft.
- Khaipur, sur le monde de Midkemia, dans Les Chroniques de Krondor de Raymond E. Feist.
- Khand dans le légendaire de Tolkien.
- Khanerat dans Les Forêts d'Opale.
- Khaz Modan dans l'univers de Warcraft.
- Khazad-dûm dans le légendaire de Tolkien.
- Khazari dans les Royaumes oubliés.
- Kheldour dans le Cycle des Derynis.
- Khemed, émirat au bord de la mer Rouge apparaissant dans l’épisode Tintin au pays de l'or noir de la série de bande dessinée Les Aventures de Tintin.
- Khemri dans les jeux Warhammer.
- Khergit, khanat situé dans le sud du jeu vidéo Mount and Blade.
- Khur dans Lancedragon.
- Khura'in[réf. nécessaire], pays fictif situé dans les montagnes de l'Himalaya oriental dans la série des jeux Ace Attorney.
- Khuzait, khanat dans les steppes du jeu Mount and Blade II: Bannerlord.
- Kilbar, sur le monde de Midkemia, dans Les Chroniques de Krondor de Raymond E. Feist.
- Kinakuta, État insulaire du Pacifique dans les romans de Neal Stephenson Cryptonomicon et The Baroque Cycle.
- Kinkow, île polynésienne avec une Diarchie élective dans la série télévisée Paire de rois.
- Kislev dans les jeux Warhammer.
- Klatch, dans le Disque-Monde.
- Klopstokie, pays voisin de l'Ukraine dans Super Baloo.
- Kôka, royaume dans le manga Yona : Princesse de l'aube.
- Koléchie, pays fictif apparaissant dans le jeu vidéo indépendant Papers, Please.
- Kooey Kooey Kooey dans l'univers DC.
- Koryo dans les Royaumes oubliés.
- Koshobé, royaume au centre-ouest d’Alnilam, apparaît dans Les Chevaliers d’Antarès d’Anne Robillard.
- Kosrak, cité lhazaréenne sur Essos, dans l'univers du Trône de Fer.
- Kovir et Poviss, un des Royaumes du Nord dans l'univers du Sorceleur et dans les jeux The Witcher
- Kozakura dans les Royaumes oubliés.
- Krakozie, pays imaginaire issu du film Le Terminal (The Terminal) de Steven Spielberg.
- Kul’Tiras dans l'univers de Warcraft.
- Kulda, royaume du manga et de l'anime Shadow Skill.
- Kuldahar dans les Royaumes oubliés.
- Kumbalari, dans Le Nomade du temps.
- Kumandra, dans le film Raya et le Dernier Dragon.
- Kunami, un émirat du Golfe persique dans la série Designated Survivor. Frontalier de l'Arabie saoudite et du Koweit, sa capitale est Raza'a.
- Kundu, pays d'Afrique frontalier à la Côte d'Ivoire dans la série télévisée À la Maison-Blanche.
- Kuragolomsh dans les Royaumes oubliés.
- Kurland, pays du feuilleton La demoiselle d'Avignon.
- Kurtlandie, royaume dont le souverain est le roi Kurt (père de Blanche-Neige) dans les Contes Malicieux adaptation érotique des aventures de Blanche Neige (Biancaneve en Italien) parue en France chez Elvifrance entre 1974 et 1980.
- Kuwa, pays d'Afrique équatorial ayant subi la férule du président dictateur Savakoussikoussa, dans Béru-Béru de la série San-Antonio.
- Kwan, dans Nausicaä de la vallée du vent.
- Kyrat, pays himalayen sous l'autorité du dictateur Pagan Min dans le jeu vidéo Far Cry 4.
- Kyth, ancienne cité sarnore sur Essos, dans l'univers du Trône de Fer.

## L
- Labrynna, royaume d’un monde parallèle dans The Legend of Zelda: Oracle of Ages.
- Ladros dans le légendaire de Tolkien.
- Laidronnie, monarchie où vit Malvira dans la série La Véritable Histoire de Malvira, créée par Patrick Chaboud.
- Lampidorra dans le film Fromage à gogo.
- LaMut, sur le monde de Midkemia, dans Les Chroniques de Krondor de Raymond E. Feist.
- Lan, sur le monde de Midkemia, dans Les Chroniques de Krondor de Raymond E. Feist.
- Lanada, sur le monde de Midkemia, dans Les Chroniques de Krondor de Raymond E. Feist.
- Lanconie, pays d'Europe de l'Est créé par Jude Deveraux dans ses romances historiques.
- Lancre royaume du Disque-Monde.
- Landes Maures dans Faucongris.
- Lantan dans les Royaumes oubliés.
- Lapaliiya dans les Royaumes oubliés.
- Laputa, île volante, dans Les Voyages de Gulliver de Jonathan Swift.
- Laputa, île volante dans Le Château dans le ciel de Hayao Miyazaki.
- Las Vegas dans les comics Judge Dredd (comic).
- Latagore, sur le monde de Midkemia, dans Les Chroniques de Krondor de Raymond E. Feist.
- La Treille, ancien royaume de Westeros conquis par le Bief, dans l'univers du Trône de Fer.
- Latvérie, petit pays européen dans l'univers de Marvel Comics, apparaissant surtout dans les Quatre Fantastiques.
- Lautenbourg-Detmold, grand duché allemand dans le roman Koenigsmark de Pierre Benoit.
- Leapdown, l'un dix royaumes insulaires indépendants dans l'archipel Antarctique fictif des Leap Islands, dans le roman de 1835 Les Monikins (en) de James Fenimore Cooper.
- Leaphigh, l'un dix royaumes insulaires indépendants dans l'archipel Antarctique fictif des Leap Islands, dans le roman de 1835 Les Monikins (en) de James Fenimore Cooper.
- Leaplong, l'un dix royaumes insulaires indépendants dans l'archipel Antarctique fictif des Leap Islands, dans le roman de 1835 Les Monikins (en) de James Fenimore Cooper.
- Leaplow, l'un dix royaumes insulaires indépendants dans l'archipel Antarctique fictif des Leap Islands, dans le roman de 1835 Les Monikins (en) de James Fenimore Cooper.
- Leapover, l'un dix royaumes insulaires indépendants dans l'archipel Antarctique fictif des Leap Islands, dans le roman de 1835 Les Monikins (en) de James Fenimore Cooper.
- Leapround, l'un dix royaumes insulaires indépendants dans l'archipel Antarctique fictif des Leap Islands, dans le roman de 1835 Les Monikins (en) de James Fenimore Cooper.
- Leapshort, l'un dix royaumes insulaires indépendants dans l'archipel Antarctique fictif des Leap Islands, dans le roman de 1835 Les Monikins (en) de James Fenimore Cooper.
- Leapthrough, l'un dix royaumes insulaires indépendants dans l'archipel Antarctique fictif des Leap Islands, dans le roman de 1835 Les Monikins (en) de James Fenimore Cooper.
- Leapunder, l'un dix royaumes insulaires indépendants dans l'archipel Antarctique fictif des Leap Islands, dans le roman de 1835 Les Monikins (en) de James Fenimore Cooper.
- Leapup, l'un dix royaumes insulaires indépendants dans l'archipel Antarctique fictif des Leap Islands, dans le roman de 1835 Les Monikins (en) de James Fenimore Cooper.
- République démocratique de Leasath, dans le jeu vidéo Skies of deception de la série Ace Combat.
- Lémuria dans l'œuvre de Robert E. Howard sur Kull.
- Lémurie, île dans la bande dessinée Bienvenue sur l'île de Lémurie de Joey Cavalieri et Gianfranco Florio dans l'Univers des canards de Disney.
- Leng, immense île au sud d'Essos dans la mer de Jade, dans l'univers du Trône de Fer.
- Lestower, royaume le plus puissant de Mär Heaven dans le manga MÄR.
- Lhasa Apso, pays en Extrême-Orient dans Super Baloo.
- Lhazosh, cité lhazaréenne sur Essos, dans l'univers du Trône de Fer.
- Libellas, île ou se déroule les événements de Super Mario 3D World.
- Libertalia, supposée colonie libertaire fondée par des pirates sur l'île de Madagascar, qui aurait existé pendant environ vingt-cinq ans à la fin du XVIIe siècle, sans que l'on sache vraiment s'il s'agit d'une réalité ou d'une légende.
- Libertie, pays fictif dans le roman Le Festin nu de William Burroughs.
- Lichtenburg, grand duché imaginaire situé dans les Balkans dans Le Fils de Monte-Cristo, film de Rowland V. Lee (1940).
- Ligue de Fer dans Faucongris.
- Ligue des Hengfors, un des Royaumes du Nord dans l'univers du Sorceleur et dans les jeux The Witcher constitué des anciens Royaumes de Caingorn, Malleore, Holopole, Creyden
- Ligue solarienne dans Honor Harrington.
- Lilipanga dans la bande-dessinée Spirou chez les Pygmées.
- Lilliput, île de l'océan Indien où les habitants sont minuscules, dans le livre Les Voyages de Gulliver de Jonathan Swift.
- Lima dans les comics Judge Dredd (comic).
- Limbo dans Honor Harrington.
- Lindon dans le légendaire de Tolkien.
- Liones dans le manga Seven Deadly Sins.
- Liquidatzia dans le film Cela ne se produirait pas ici.
- Listenbourg (en), créé sur Internet dans un but satirique.
- Littorn, englobant la Russie occidentale et une partie de l'Europe, dans L'Autre Univers de Poul Anderson.
- Llangan dans le Cycle des Derynis.
- Llannedd dans le Cycle des Derynis.
- Llurth Dreir dans les Royaumes oubliés.
- Loclyn dans Super Baloo.
- Loland dans les romans sur le pays d'Oz.
- Lond Daer Enedh (nl) dans le légendaire de Tolkien.
- Looblishar dans les Royaumes oubliés.
- Loompaland, pays insulaire d'où proviennent les Oompa Loompa dans le roman Charlie et la Chocolaterie.
- Lorath, l'une des cités libres d'Essos, dans l'univers du Trône de Fer et de Game of Thrones.
- Lordaeron dans l'univers de Warcraft.
- Loren, sur le monde de Midkemia, dans Les Chroniques de Krondor de Raymond E. Feist.
- Lórinand dans le légendaire de Tolkien.
- Lorule, royaume dans le jeu-vidéo The Legend of Zelda: A Link Between Worlds.
- Lothlórien dans le légendaire de Tolkien.
- Louie's Place, île privée dans Super Baloo.
- Lousdémistan dans Quai d'Orsay film de Bertrand Tavernier sorti en 2013.
- Lucre Island, une île pirate de la mer des Caraïbes dans le jeu Escape from Monkey Island.
- Luggnagg, île au sud-est du Japon dans Les Voyages de Gulliver de Jonathan Swift.
- Luiren dans les Royaumes oubliés.
- Lulusia, un royaume dans One Piece.
- Luna-1 dans les comics Judge Dredd (comic).
- Luskan dans les Royaumes oubliés.
- Lustrie dans les jeux Warhammer.
- Luvneel, un royaume dans One Piece.
- Luxor dans les comics Judge Dredd (comic).
- Lyonesse, île/royaume médiéval où se déroule l'intrigue principale du cycle de romans du même nom de Jack Vance.
- Lyrabar dans les Royaumes oubliés.
- Lyrie, un des Royaumes du Nord dans l'univers du Sorceleur et dans les jeux The Witcher
- Lys, l'une des cités libres d'Essos, dans l'univers du Trône de Fer et de Game of Thrones.

## M
- M'Jaba dans le roman de Austin Tappan Wright (en) Islandia (en).
- Macasara, état fictif apparu dans l'album no 12 de Gil Jourdan (Pâtée explosive).
- Madidjin, royaume situé sur le continent d'Enlilkisar, apparaissant dans les Héritiers d’Enkidiev d’Anne Robillard.
- Maerimydra dans les Royaumes oubliés.
- Mag Mell, domaine mythique accessible par la mort ou la gloire dans la mythologie celtique irlandaise.
- Maharta, sur le monde de Midkemia, dans Les Chroniques de Krondor de Raymond E. Feist.
- Mai Chow, île située près de la côte de la république populaire de Chine dans Comte Mordicus.
- Maison-Haute dans Faucongris.
- Majiatsuka, un royaume dans One Piece.
- Maladon, sur le monde de Midkemia, dans Les Chroniques de Krondor de Raymond E. Feist. Le duché de Maladon a fusionné avec le duché de Semrick.
- Malagawi, pays d'Afrique noire en conflit politique avec la France le film Le Professionnel de 1981.
- Malaki-Masso, pays qui est situé en Afrique occidentale dans la bande dessinée Ballade africaine de la série Gil Saint-André.
- Malarie dans Super Baloo.
- Malatra dans les Royaumes oubliés.
- Malécarlie (probablement inspiré par la Dalécarlie, une province suédoise) dans l'Ile à Hélice, ou les milliardaires ridicules, un roman de Jules Verne : Des miliardaires, adeptes de l''entre soi", habitent sur une île artificielle et autopropulsée, qui croise comme un yacht géant dans le Pacifique. Les moins riches d'entre eux sont le roi et la reine (détrônés et en exil) de la Malécarlie.
- Malemort, ville-portail de l'Outreterre dans Donjons et Dragons.
- Malotrus, archipel d’Océanie dans la série de romans policiers San Antonio.
- Managua, État d'Amérique centrale où se déroule une aventure de Tanguy et Laverdure (Les Anges noirs, 1968).
- Mandalore, planète de l'univers de Star Wars où vivent des guerriers d'élite nommés Mandaloriens.
- Mandoras dans They Saved Hitler's Brain (en), film de 1968 réalisé par David Bradley. Îles des caraïbes où l'on parle espagnol.
- Manetheren dans La Roue du temps de Robert Jordan.
- Manjipoor, pays de la série télévisée Son Altesse Alex.
- Mantarys, cité valyrienne des Contrées de l'été constant sur Essos, dans l'univers du Trône de Fer.
- Mantellie dans les Royaumes oubliés.
- Manticore (Royaume stellaire de) dans Honor Harrington.
- Mantol Derith dans les Royaumes oubliés.
- Maquebasta, petite principauté d'Europe centrale dans l'album QRN sur Bretzelburg des aventures de Spirou et Fantasio.
- Marche de Maedhros (es) dans le légendaire de Tolkien.
- Marche des Ossements dans Faucongris.
- Les Marches d'Argent dans les Royaumes oubliés.
- Les Marches de l'Est sont un pays indépendant avant la conquête par Gwynedd dans Les Derynis.
- Les Marches de l'Ombre dans Eberron.
- Les Marches de l'Ouest, ancien royaume indépendant de Westeros conquis par le Bief, dans l'univers du Trône de Fer.
- Mardosh, ancienne cité sarnore sur Essos, dans l'univers du Trône de Fer.
- Marh, ancien empire conquis par Eldia il y a plusieurs millénaires L'attaque des Titans. Le peuple Mahr se révolte contre Eldia, profitant de sa faiblesse, environ 100 ans avant le début de l'histoire, et reprend son indépendance.
- Markab, royaume-île au nord-est d’Alnilam, apparaît dans Les Chevaliers d’Antarès d’Anne Robillard.
- Markovie (en) dans l'univers DC.
- Mars, en forme longue la République martienne, dans la série de romans The Expanse de James S.A. Corey. Dans la série adapté des romans, elle s'appelle la République du Congrès de Mars.
- Marsh dans Honor Harrington.
- Marsovie ou Marshovie, traduction du Pontévédro, royaume fictif parodiant le Monténégro dans l’opérette La Veuve joyeuse de Franz Lehár créée en 1905, et certaines de ses adaptations au cinéma et à la télévision (de 1934 et de 1952).
- Masada dans Honor Harrington.
- Massacara, État sud-américain apparu dans l'album no 5 de Gil Jourdan (L'Enfer de Xique-Xique).
- Matapan dans Honor Harrington
- Maudite, ville-portail de l'Outreterre dans Donjons et Dragons.
- Mayenne dans La Roue du temps de Robert Jordan.
- Mawali, un pays Africain qui apparaît dans le tome 13 « Crime de guerre » de la bande dessinée Lady S.
- Mayöland, imaginé pour « Le Couac ».
- Maztica dans les Royaumes oubliés.
- McDonaldland, où vit Ronald McDonald.
- Meara dans le Cycle des Derynis.
- Mecca dans les comics Judge Dredd (comic).
- Médégie dans Faucongris.
- Medici, archipel méditerranéen sous la dictature de Di Ravello dans le jeu-vidéo Just Cause 3.
- Mediterranean Free State dans les comics Judge Dredd (comic).
- Meereen, l'une des cités esclavagistes d'Essos, dans l'univers du Trône de Fer et de Game of Thrones.
- Mega-City One (en) dans les comics Judge Dredd (comic).
- Mega-City Two dans les comics Judge Dredd (comic).
- Me-Kal, Pays Oriental dans la bande dessinée Mickey Reportage au Me-Kal.
- Melairbode dans les Royaumes oubliés.
- Melténie, hospodariat imaginé pour la chaîne ProTV[4] par des scientifiques bulgares et roumains : seul pays au monde dont le territoire est mobile, étant constitué de véhicules et d'embarcations.
- Mêlée Island, une île pirate de la mer des Caraïbes dans les jeux Monkey Island, une des trois îles gouvernées par Elaine Marley.
- Melniboné, île centrale d'un ancien empire déchu imaginé par Moorcock dans sa saga le Cycle d'Elric.
- Melvonte dans les Royaumes oubliés.
- Memnonnar dans les Royaumes oubliés.
- Menankypoo dans les romans sur le pays d'Oz.
- Mendishar, dans la saga Le Cycle du guerrier de Mars.
- Mendorra (en) dans On ne vit qu'une fois.
- Mesa de Oro, petit État d'Amérique du Sud apparaissant dans la série de romans Les Trois Jeunes Détectives.
- Menzoberranzan dans les Royaumes oubliés.
- Meroa dans Honor Harrington.
- Merryland (en) dans les romans sur le pays d'Oz.
- Mervo, principauté insulaire en Méditerranée dans le roman The Prince and Betty de Pelham Grenville Wodehouse.
- Mesa dans Honor Harrington.
- Mex-Cit dans les comics Judge Dredd (comic).
- Mezro dans les Royaumes oubliés.
- Mhairshaulk dans les Royaumes oubliés.
- Microslavie, pays d'Europe centrale, que visitent Ritou et Olga dans la bande dessinée L'affaire Pitchpek parue de janvier à mai 1976 dans l'ancien hebdomadaire belge Tremplin.
- Midgard dans les comics Judge Dredd (comic).
- Midland dans le manga Berserk
- Midi dans le manga Fairy Tail d'Hiro Mashima.
- Mindu, île polynésienne voisine de Kinkow dans la série télévisée Paire de rois.
- Minstrel dans le manga Fairy Tail d'Hiro Mashima.
- Mir dans les Royaumes oubliés.
- Mirabar dans les Royaumes oubliés.
- Mirach, royaume au sud-ouest d’Alnilam, apparaît dans Les Chevaliers d’Antarès d’Anne Robillard.
- Mishim Tep, dans la saga Le Cycle du guerrier de Mars.
- Miskalon, sur le monde de Midkemia, dans Les Chroniques de Krondor de Raymond E. Feist.
- Mixilzin, pays anciennement situé sur le continent d'Enlilkisar, apparaissant dans les Héritiers d’Enkidiev d’Anne Robillard.
- Miyeritar dans les Royaumes oubliés.
- Mizuna dans le manga Secrets of Magical Stones.
- Mo (en) dans les romans sur le pays d'Oz.
- Mobono, pays fictif dans le roman de Austin Tappan Wright (en) Islandia (en).
- Mochie, parodie de l’Allemagne dans le roman Voyage en Absurdie.
- Modénie dans Un fichu métier.
- Mogalo, un royaume dans One Piece.
- Moisito dans One Piece.
- Moldovalaquie, pays d'Europe centrale dans la bande dessinée L'Œil de l'iguanodon de la série Bob Morane.
- Molmol est un pays fictif dans l'univers de fiction de Ken Akamatsu.
- Molvanie, pays d'Europe de l’Est imaginé par les Australiens Santo Cilauro, Tom Gleisner et Rob Sitch pour une parodie de guide de voyage.
- Monde de Tutor dans l’épisode Le Monde de Tutor de la série de bandes dessinées Mickey.
- Monde d'en Bas, pays souterrain dans la bande dessinée Mickey et le peuble d’en bas de l’univers BD de Disney.
- Monde Perdu, pays d'Amérique du Sud dans Le Monde perdu d'Arthur Conan Doyle.
- Mongrelie dans Super Baloo.
- Les Montagnes des Beors, pays des nains dans L'Héritage de Christopher Paolini.
- Les Montagnes Grises dans le légendaire de Tolkien.
- Monteblanco, royaume dans le film La Veuve joyeuse
- Monteguana, pays d’Amérique du Sud dans la série de bandes dessinées Bernard Prince.
- Montéloi dans les Royaumes oubliés.
- Montenaro, pays fictif dans La Princesse de Chicago
- Monterosso, république chrétienne ex-yougoslave dans le roman L’Enlèvement, de Vladimir Volkoff.
- Montprofond dans les Royaumes oubliés.
- Moola-Boola dans Super Baloo.
- Mooryn dans le Cycle des Derynis.
- Mordor dans le légendaire de Tolkien.
- Morrowind, province de Tamriel dans The Elder Scrolls.
- Moumagnie, pays d'Europe de l’Est dans Tif et Tondu.
- Mulhorande dans Donjons et Dragons.
- Mulmastre dans les Royaumes oubliés.
- Murandy dans La Roue du temps de Robert Jordan.
- Murghôm, État des Royaumes oubliés, présent dans le jeu-vidéo Neverwinter Nights 2.
- Murphyville dans les comics Judge Dredd (comic).
- Mussum dans les Royaumes oubliés.
- Myopie dans Super Baloo.
- Myoshima dans Mystara.
- Mypos, île à proximité des îles grecques, origine de Balki dans Larry et Balki.
- Myr, l'une des cités libres d'Essos, dans l'univers du Trône de Fer et de Game of Thrones.
- Myrmidune dans les Royaumes oubliés.
- Myth Drannorl dans les Royaumes oubliés.
- Mythologia, île de l'Univers des canards de Disney.

## N
- N'ghai, petit royaume d'Essos, dans l'univers du Trône de Fer.
- Nacalt, pays situé sur le continent d’Enlilkisar, apparaissant dans les Héritiers d’Enkidiev d’Anne Robillard. Ce pays avait disparu avant qu'Onyx ne réunifie Itzaman, Tepecoalt et Mixilzin.
- Naggaroth dans les jeux Warhammer.
- Najara dans les Royaumes oubliés.
- Nambutu dans Casino Royale.
- Nan Elmoth dans le légendaire de Tolkien.
- Narfell dans les Royaumes oubliés.
- Nargothrond dans le légendaire de Tolkien.
- Narnia (en), royaume, dans la série de romans Le Monde de Narnia.
- Natal, sur le monde de Midkemia, dans Les Chroniques de Krondor de Raymond E. Feist.
- Nation du Feu, l'une des quatre nations du monde dAvatar, le dernier maître de l'air.
- Naught ou Pays des gargouilles dans les romans sur le pays d'Oz.
- Nazjatar dans l'univers de Warcraft.
- Necronum, l'un des cinq royaumes présent dans Five Kingdoms de Brandon Mull.
- Nedeheim dans les Royaumes oubliés.
- Nehekhara dans les jeux Warhammer.
- Neo-Cuba dans les comics Judge Dredd (comic).
- Néthéril dans les Royaumes oubliés.
- Névorus est un pays imaginaire créé par l’écrivain russe Grigoriy Demidovtsev qui y situe l’action de ses plusieurs œuvres.
- Nevrast dans le légendaire de Tolkien.
- New Amsterdam Free-Zone dans les comics Judge Dredd (comic).
- New Jakarta dans les comics Judge Dredd (comic).
- New Jerusalem dans les comics Judge Dredd (comic).
- New Málaga dans les comics Judge Dredd (comic).
- New Nairobi dans les comics Judge Dredd (comic).
- New Pacific City dans les comics Judge Dredd (comic).
- Nihon-Ja dans L'Apprenti d'Araluen.
- Nilfgaard un ancien royaume devenue un empire dans l'univers du Sorceleur et dans les jeux The Witcher
- Nippon dans les jeux Warhammer.
- Nippon dans le roman de Neal Stephenson Cryptonomicon.
- Niroli, petite île méditerranéenne utilisée dans des romances des éditions Harlequin.
- Nispet dans Les Forêts d'Opale.
- Noire Imaskar dans les Royaumes oubliés.
- Noirmarées, ancien royaume insulaire de Westeros avant l'unification des Îles de Fer, dans l'univers du Trône de Fer.
- Noland (en) dans les romans sur le pays d'Oz.
- Nollop, État insulaire situé dans l'Atlantique, dans le roman Ella Minnow Pea (en) de Mark Dunn (en).
- Nomades de l'Air, l'une des quatre nations du monde dAvatar, le dernier maître de l'air.
- Nomades des Steppes dans Faucongris.
- Nomades du Loup dans Faucongris.
- Nomades du Tigre dans Faucongris.
- Nombrie, royaume créé par Rémi Brissiaud dans pour revue préscolaire Québécoise.
- Nord (Royaume du Nord), l'une des sept couronnes de Westeros, conquise par Aegon Targaryen, dans l'univers du Trône de Fer et de Game of Thrones.
- Nordennavic, royaume dans la série de jeux vidéo Ace Combat.
- Nordland, ou Jumne, royaume situé tout au nord du continent dans le jeu Mount and Blade.
- Norembergue, zone estuarienne située au sud de Terre-Neuve, mentionnée par l'explorateur Jean Alfonse dans ses Voyages Avantureux (1559).
- Norfendre, territoire imaginaire appartenant au jeu World of Warcraft.
- Norlandie, pays de la bande dessinée Le Rayon U de Edgar P. Jacobs.
- Norroway dans les romans sur le pays d'Oz.
- Norsca dans les jeux Warhammer.
- North American Confederacy (en) dans l'œuvre de L. Neil Smith (en).
- Norvos, l'une des cités libres d'Essos, dans l'univers du Trône de Fer et de Game of Thrones.
- Nouvel Hyrule, continent découvert par Link et Tétra dans The Legend of Zelda: Spirit Tracks.
- Nouvelle Asie dans La Sélection de Kiera Cass.
- Nouvelle Genève dans Honor Harrington.
- Nouvelle-Ghis, cité-État sur Essos, dans l'univers du Trône de Fer.
- Novaya Russia, État totalitaire mis en place par Grigor Stoyanovitch dans un futur proche, que l'on dirige dans le jeu vidéo de stratégie Empire Earth.
- Novoselic, monarchie européenne dont est issue Sonia Nevermind dans le jeu Danganronpa 2: Goodbye Despair.
- Nuevo Rico, république sud-américaine rivale du San Theodoros dans Les Aventures de Tintin.
- Nu-Taiwan dans les comics Judge Dredd (comic).
- Númenor dans le légendaire de Tolkien.
- N.U.S.A, pays succédant aux États-Unis après la prise d'indépendance de certains de ses territoires dans le jeu vidéo Cyberpunk 2077.
- Nyrond dans Faucongris.
- Ny Sar, ancienne cité rhoynar sur Essos, dans l'univers du Trône de Fer.
- Nyth dans les Royaumes oubliés.

## O

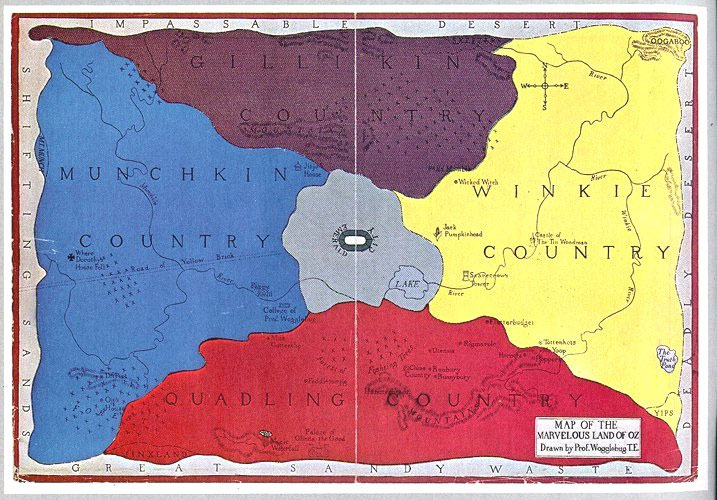
Carte du Pays d'Oz, dans Le Magicien d'Oz.

- Obitanie, pays où se déroule le film Voici venu le temps d’Alain Guiraudie.
- Obristan, pays apparaissant dans le jeu vidéo Papers, Please.
- Océania, l'une des trois super-puissances mondiales dans le roman 1984 de George Orwell.
- Oghrann dans les Royaumes oubliés.
- Ohara dans One Piece.
- Okada dans Honor Harrington.
- Okker dans les comics Judge Dredd (comic).
- Okoth dans les Royaumes oubliés.
- Olasko, sur le monde de Midkemia, dans Les Chroniques de Krondor de Raymond E. Feist.
- Omber, petit royaume d'Essos, dans l'univers du Trône de Fer.
- Omnia, dans le Disque-Monde.
- Ongarie, parodiant la Hongrie dans le roman Voyage en Absurdie.
- Onouailles dans Faucongris.
- Oogaboo dans les romans sur le pays d'Oz.
- Ooltul dans les Royaumes oubliés.
- Opale, royaume sur le continent d'Enkidiev apparaissant dans les Chevaliers d'Émeraude d'Anne Robillard.
- Opast, sur le monde de Midkemia, dans Les Chroniques de Krondor de Raymond E. Feist.
- Orage (Royaume de l'Orage), l'une des sept couronnes de Westeros (aujourd'hui les Terres de l'Orage), conquise par Aegon Targaryen, dans l'univers du Trône de Fer et de Game of Thrones.
- Ordan dans Les Forêts d'Opale.
- Orishaar dans les Royaumes oubliés.
- Orkmont, ancien royaume insulaire de Westeros avant l'unification des Îles de Fer, dans l'univers du Trône de Fer.
- Orsal dans le Cycle des Derynis.
- Orsenna, une cité-État imaginaire, cadre géographique du roman Le Rivage des Syrtes (1951) de l'écrivain français Julien Gracq.
- Orsinia, pays dans les Chroniques orsiniennes (en) de Ursula K. Le Guin.
- Orsinium, dans The Elder Scrolls.
- Ortrait, pays démocratique centre européen de lHistoire du Nexe créé en 2023, parut dans le Nexeverse.
- Oryndoll dans les Royaumes oubliés.
- Osantalt, patrie d'origine des elfes située au sud d'Enkidiev, apparaissant dans les Héritiers d’Enkidiev d’Anne Robillard.
- Osbourg, cité d'Essos, dans l'univers du Trône de Fer.
- Ossaniul, pays des Balkans dans la bande dessinée Le Haut Palais, tome 1 : Le Pacte d'Obsidian.
- Fédération Oséenne dans la série de jeux vidéo Ace Combat.
- Osse dans les Royaumes oubliés.
- Österlich, pays que la Tomanie et la Bactérie souhaitent envahir dans le film Le Dictateur de Charlie Chaplin.
- Ostia dans Negima ! Le Maître magicien.
- Ostoria dans les Royaumes oubliés.
- Ostrovitania dans le roman de Austin Tappan Wright (en) Islandia (en).
- Oubanga dans Quai d'Orsay, film de Bertrand Tavernier sorti en 2013.
- Ourssie, parodie de URSS dans le roman Voyage en Absurdie.
- L'Outremonde dans Rokugan.
- Oykot, un royaume dans One Piece.
- Oz, pays magique du roman Le Magicien d'Oz de L. Frank Baum.
- Ozamaland dans les romans sur le pays d'Oz.

## P
- Padhiver dans les Royaumes oubliés.
- Pala, île utopique de l'océan Indien dans le roman d'Aldous Huxley Île.
- Palamds, sur le monde de Midkemia, dans Les Chroniques de Krondor de Raymond E. Feist.
- Palaven, planète d'origine des Turiens et siège de leur empire dans Mass Effect.
- Palermoon, un des huit royaumes de Legendra dans le jeu vidéo Dragon Force.
- Paloma, petit État d’Amérique du Sud dans la bande dessinée Trafics à Paloma de la série Bob Morane.
- Palombie, pays d’Amérique du Sud apparaissant dans les séries de bande dessinée Spirou et Fantasio et Marsupilami ainsi que dans le film Sur la piste du Marsupilami.
- Palo Santo, pays mentionné dans l'album Palo Santo du groupe Years and Years.
- Paluds, ancien royaume de Westeros conquis par le Nord, dans l'univers du Trône de Fer.
- Pamparigouste, dans la culture populaire occitane.
- Pan-Afrique dans les comics Judge Dredd.
- Panamana dans les comics Judge Dredd (comic).
- Pan-Andes Conurb ou Andean Conurb dans les comics Judge Dredd (comic).
- Panao, pays fictif apparaissant dans Just Cause 2.
- Pandius dans Mystara.
- Panem pays imaginaire de la trilogie Hunger Games de Suzanne Collins, pays divisé en quatorze partie dont 13 district et le Capitole (capitale de la nation et siège du dictateur Snow).
- Panorama, pays d’Amérique du Sud donnant sur la mer des Carantilles et dont la capitale est Guerillero, dans Les 4 As et le secret de la montagne, épisode de la série de bande-dessinée Les 4 As.
- Parador, en Amérique du Sud, dans le film Pleine Lune sur Parador.
- Paradis, royaume insulaire dans la série de manga L'Attaque des Titans ; il prend par la suite le nom de l’empire, Eldia.
- Paragonia, pays d'Amérique du Sud où travaille le protagoniste du film L'Américain.
- Paramécie, dictature d’Afrique dirigée par un « président dictateur général » (PDG), le maréchal Mézig, dans Les 4 As et le diamant bleu, épisode de la série de bandes dessinées Les 4 As.
- Parayana, pays d’Amérique du Sud donnant sur la mer des Carantilles et dont la ville principale est Porto-Flipo, dans Les 4 As et le secret de la montagne, épisode de la série de bandes dessinées Les 4 As.
- Pardiac dans le Cycle des Derynis.
- Pardue, pays situé sur le continent d'Enlilkisar, apparaissant dans les Héritiers d’Enkidiev d’Anne Robillard.
- Parthia, dans le Proche-Orient, dans L'Autre Univers de Poul Anderson.
- Patrimoine d'Hyrkoon, ancienne civilisation d'Essos, dans l'univers du Trône de Fer.
- Patusan, île de la mer de Chine méridionale dans le film Surf Ninjas ainsi que dans le film The Last Electric Knight, dans la série télévisée Le Chevalier lumière. Elle est mentionnée dans Lord Jim de Joseph Conrad.
- Pavoisie dans Faucongris.
- Pays Bleu, dans l'album Voyage au Pays Bleu d'Édouard Jauffret.
- Pays d'Alice, mentionné dans le roman Au pays d'Alice de Gaëlle Bantegnie.
- Pays d'Aslan (en) dans Le Monde de Narnia.
- Pays de Cocagne, contrée miraculeuse, dans l’imaginaire de certaines cultures européennes.
- Pays de l'Ailleurs dans le roman Au Pays de l’Ailleurs de Tahereh Mafi.
- Pays de l'Eau dans Naruto.
- Pays de l’Herbe dans Naruto.
- Pays de l’Océan dans Naruto.
- Pays de l’Ours dans Naruto.
- Pays de la Cascade dans Naruto.
- Pays de la Forêt dans Naruto.
- Pays de la Foudre dans Naruto.
- Pays de la Lune dans Naruto.
- Pays de la Mer dans Naruto.
- Pays de la Pluie dans Naruto.
- Pays de la Rivière dans Naruto.
- Pays de la Roche dans Naruto.
- Pays de la Soif dans la bande dessinée Mickey Tempête au pays de la soif.
- Pays de la Terre dans Naruto.
- Pays de Luvneel dans One Piece.
- Pays de Neige dans le roman Pays de Neige de Yasunari Kawabata.
- Pays des Clés dans Naruto.
- Pays des Crocodiles dans l'album Théo et Balthazar au Pays des Crocodiles de Grégoire Solotareff.
- Pays des Crocs dans Naruto.
- Pays des Démons dans Naruto.
- Pays des Djébels et du Sable, pays africain dans le roman En attendant le vote des bêtes sauvages de Ahmadou Kourouma.
- Pays des Fleurs dans One Piece.
- Pays des Géants, dans le court métrage d'animation Giantland.
- Pays des Gratte-Ciel dans Super Mario Odissey.
- Pays des Griffes dans Naruto.
- Pays des Haricots Rouges dans Naruto.
- Pays des Jouets, où vit Oui-Oui.
- Pays des Légumes dans Naruto.
- Pays des Livres, dans l'album Alex au Pays des Livres de Christine Beigel et Marine Blandin.
- Pays des Mangaboos dans les romans sur le pays d'Oz.
- Pays des Marais dans Naruto.
- Pays des Mathémagiques dans le court métrage d'animation Donald au pays des mathémagiques.
- Pays des Maximonstres dans Max et les Maximonstres.
- Pays des Merveilles dans Alice au Pays des Merveilles.
- Pays des Monstres, dans l'album Voyage au Pays des Monstres de Claude Ponti.
- Pays des Montagnes dans Naruto.
- Pays des Neiges dans Naruto.
- Pays des Nouilles dans Naruto.
- Pays des Oiseaux dans Naruto.
- Pays des Pierres qui Bougent dans la bande dessinée Au pays des pierres qui bougent dans l'Univers des Canards de Disney.
- Pays des Rizières dans Naruto.
- Pays des Robots dans l'album Théo et Balthazar au Pays des Robots de Grégoire Solotareff.
- Pays des Singes dans la série de bandes dessinées Alice au Pays des Singes de Tébo et Keramidas.
- Pays des Sources Chaudes dans Naruto.
- Pays des Tourbillons dans Naruto.
- Pays des Vagues dans Naruto.
- Pays des Vallées dans Naruto.
- Pays des Vermeilles, mentionné dans le roman Au Pays des Vermeilles de Noëlle Châtelet.
- Pays de Wano dans One Piece.
- Pays du Bois dans Naruto.
- Pays du Ciel dans Naruto.
- Pays du Fer dans Naruto.
- Pays du Feu dans Naruto.
- Pays du Gel dans Naruto.
- Pays du Miel dans Naruto.
- Pays du Printemps dans Naruto.
- Pays du P'tit, dans le roman Au pays du p'tit est un roman de Nicolas Fargues.
- Pays du Silence dans Naruto.
- Pays du Soleil, royaume dans le manga The World Is Still Beautiful.
- Pays du Son dans Naruto.
- Pays du Thé dans Naruto.
- Pays du Vent dans Naruto.
- Pays Fictif, mentionné dans le recueil de poèmes Poèmes du Pont des Faisans de Paul Claudel.
- Pays Imaginaire, monde où se déroulent les aventures de Peter Pan et des garçons perdus ; mentionné dans le film biographique Neverland de Marc Forster.
- Pays Maudit, contrée européenne du Moyen Âge où vivent les Schtroumpfs.
- Les Pays Scandins, dans la saga La Légende de Hawkmoon.
- Peakenspire dans les romans sur le pays d'Oz.
- Pelago Commonwealth, île de Micronésie dans Endless Ocean.
- Pelecar, île située sur le continent d'Enlilkisar, apparaissant dans les Héritiers d’Enkidiev d’Anne Robillard.
- Pentos, l'une des cités libres d'Essos, dans l'univers du Trône de Fer et de Game of Thrones.
- Pepperland, royaume dans le dessin animé Yellow Submarine (1968).
- Pérennelande dans Faucongris.
- Pergrande dans le manga Fairy Tail d'Hiro Mashima.
- Perle, royaume sur le continent d'Enkidiev apparaissant dans les Chevaliers d'Émeraude d'Anne Robillard.
- Pérodi, dans la saga Le Cycle du guerrier de Mars.
- Perth Island dans les comics Judge Dredd (comic).
- Petan dans les Royaumes oubliés.
- Petra, royaume dans le film d'animation Aida degli alberi.
- Pharazie dans Donjons et Dragons.
- Pharos dans La Passe-miroir de Christelle Dabos.
- Phatt Island, une île de la mer des Caraïbes dans le jeu Monkey Island 2: LeChuck's Revenge.
- Phelda, royaume au nord-est d’Alnilam, apparaît dans Les Chevaliers d’Antarès d’Anne Robillard.
- Phlan dans les Royaumes oubliés.
- Phreex dans les romans sur le pays d'Oz.
- Phurlala, petit royaume du Moyen-Orient dans la bande dessinée Sur les traces de la grappe d’or dans l’univers des canards de Disney.
- Picta dans L'Apprenti d'Araluen.
- Pimlico, micronation dans Passeport pour Pimlico.
- Pingaree dans les romans sur le pays d'Oz.
- Les Pitons du Tonnerre dans l'univers de Warcraft.
- Les Piz, ancien royaume de Westeros conquis par le Val, dans l'univers du Trône de Fer.
- Les Plaines de Talante dans Eberron.
- Pleurésie, dans la série de romans policiers San-Antonio.
- Plombor dans La Passe-miroir de Christelle Dabos.
- Plunder Island, île pirate de la mer des Caraïbes dans le jeu The Curse of Monkey Island, une des trois îles gouvernées par Elaine Marley.
- Pokolistan (en) dans l'univers DC.
- Poldévie, Europe centrale, issue d'une mystification de l'Action française en 1929, on la retrouve dans les écrits de Nicolas Bourbaki, Raymond Queneau et Marcel Aymé.
- Le Pôle dans La Passe-miroir de Christelle Dabos.
- Poloquie, parodie de la Pologne dans le roman Voyage en Absurdie.
- Pomarj dans Faucongris.
- Pomperol, royaume dans de le cycle de roman Lyonesse de Jack Vance.
- Ponukele-Drelchkaf, pays africain dans le roman Impressions d'Afrique de Raymond Roussel.
- Port aux Étoiles, sur le monde de Midkemia, dans Les Chroniques de Krondor de Raymond E. Feist.
- Port-Crâne dans les Royaumes oubliés.
- Port Magrave, sur le monde de Midkemia, dans Les Chroniques de Krondor de Raymond E. Feist.
- Port Natal, sur le monde de Midkemia, dans Les Chroniques de Krondor de Raymond E. Feist.
- Port-Ponant dans les Royaumes oubliés.
- Porte de Baldur dans les Royaumes oubliés.
- Porte du Commerce, ville-portail de l'Outreterre dans Donjons et Dragons.
- Porto Salé dans la bande dessinée Le Prisonnier de Porto Salé de Tito Faraci et Paolo Mottura dans l'univers de Mickey Mouse.
- Porto Santo, île des Caraïbes dans La Vie de famille.
- Poyais, pays fictif d'Amérique latine, imaginé par l'aventurier Gregor MacGregor en 1821, pour vendre des terres à des investisseurs britanniques puis français[5].
- Princes des Mers dans Faucongris.
- Les Principautés de Lhazâr dans Eberron.
- Les Principautés Frontalières dans les jeux Warhammer.
- Prison Island, île inspirée d'Alcatraz dans Super Baloo.
- Prodence, un royaume dans One Piece.
- Province du Nord dans Faucongris.
- Province du Sud dans Faucongris.
- Puerto Luminae dans les comics Judge Dredd (comic).
- Pundjab, constitué par l'Afghanistan et une partie de l'Inde, dans L'Autre Univers de Poul Anderson.
- Purha, dans la saga Le Cycle du guerrier de Mars.
- Pyandonea, un royaume dans The Elder Scrolls.
- Pyk, ancien royaume insulaire de Westeros avant l'unification des Îles de Fer, dans l'univers du Trône de Fer.

## Q
- Q'barra dans Eberron.
- Qâ, pays d'Amérique du Sud dans la série de bandes dessinées Thorgal.
- Qalif, au Moyen-Orient, dans la série de livres Journal d’une princesse par Meg Cabot.
- Qarth, cité-État située au sud d'Essos, dans l'univers du Trône de Fer et de Game of Thrones.
- Qohor, l'une des cités libres d'Essos, dans l'univers du Trône de Fer et de Game of Thrones.
- Qualinesti dans Lancedragon.
- Queg, sur le monde de Midkemia, dans Les Chroniques de Krondor de Raymond E. Feist.
- Quel’Thalas dans l'univers de Warcraft.
- Qumar, pays du Moyen-Orient dans la série télévisée À la Maison-Blanche.
- Qurac (en) dans l'univers DC.

## R
- Ra-Khati dans les Royaumes oubliés.
- Raregroove dans le manga Rave d'Hiro Mashima.
- Rashéménie dans les Royaumes oubliés.
- Rathylar, ancienne cité sarnore sur Essos, dans l'univers du Trône de Fer.
- Ratik dans Faucongris.
- République de Ratio, dans le jeu vidéo The Belkan War de la série Ace Combat.
- Raumathar dans les Royaumes oubliés.
- Rawhajpoutalah, État imaginaire de l'Inde, créé par Hergé dans Les Aventures de Tintin.
- Razdmoul, dans la série de romans policiers San-Antonio.
- Rearendia, ancienne colonie européenne fictive apparaissant dans Cars 2, pays du concurrent Rip Clutchgoneski (Roman Pedalski).
- Reeshow dans les Royaumes oubliés.
- Refuge dans Honor Harrington.
- Refuge, dans The Elder Scrolls.
- Regalia, territoire des humains en Souterre dans Gregor de Suzanne Collins.
- Reginlief, royaume dont le château sert aux combats finaux dans le manga MÄR.
- Regos dans les romans sur le pays d'Oz.
- Rel Astra dans Faucongris.
- Rédanie, un des Royaumes du Nord dans l'univers du Sorceleur et dans les jeux The Witcher
- Rendang, pays voisin de Pala dans le roman d'Aldous Huxley Île.
- Repentance dans les comics Judge Dredd (comic).
- Repubblicha Baltich dans le film Ex - Amici come prima! (it) de Carlo Vanzina (2011).
- Republia, pays fictif apparaissant dans le jeu vidéo indépendant Papers, Please.
- République Banana, dans Super Baloo.
- République de Havre dans Honor Harrington.
- République de Nouvelle Californie, dans l'univers des jeux vidéo Fallout.
- République de Saint-Martin dans Honor Harrington. Envahie par la république populaire de Havre, elle est finalement libérée par l'Alliance de Manticore. Elle votera finalement son annexion au royaume stellaire de Manticore.
- République de Saradia, dans le film Godzilla vs Biollante.
- République de Soumarin, dans En Ville et Contre Tous, une histoire de Gus Glouton.
- République des Archipels, îles indépendantes proches de la Nouvelle-Guignée, dans la bande dessinée Le Roi des Archipels de la série Bob Morane.
- République des Balkans dans les comics Judge Dredd (comic).
- République des Deux-Fleuves, pays africain dans le roman En attendant le vote des bêtes sauvages de Ahmadou Kourouma.
- République des Ébènes, pays africain dans le roman En attendant le vote des bêtes sauvages de Ahmadou Kourouma.
- République de Klopstokia, pays dans Folies olympiques.
- République des Nations unies, pays du monde dAvatar, le dernier maître de l'air.
- République des Monts, pays africain dans le roman En attendant le vote des bêtes sauvages de Ahmadou Kourouma.
- République du Golfe, pays africain dans le roman En attendant le vote des bêtes sauvages de Ahmadou Kourouma.
- République du Grand Fleuve, pays africain dans le roman En attendant le vote des bêtes sauvages de Ahmadou Kourouma.
- République Ouest-Africaine dans Le Faux-cul, film de Roger Hanin sorti en 1975.
- Ressakan, pays situé sur le continent d'Enlilkisar, apparaissant dans les Héritiers d’Enkidiev d’Anne Robillard.
- Rêverose dans la série d'album Olivier Rameau.
- Rhendall, État autonome jusqu'à sa conquête par Gwynedd dans Les Derynis.
- Rhodok, royaume ayant pris son indépendance du royaume de Swadia, dans le jeu vidéo Mount and Blade.
- Rhovanion dans le légendaire de Tolkien.
- Rhudaur dans le légendaire de Tolkien.
- Rhûn dans le légendaire de Tolkien.
- Ricanie, pays caricature des États-Unis comptant au moins 51 États, dont la Florifornie, dans Les 4 As et le requin géant, de la série de bandes-dessinées Les 4 As.
- Rigus, ville-portail de l'Outreterre dans Donjons et Dragons.
- Rilithar dans les Royaumes oubliés.
- Rinkitink dans les romans sur le pays d'Oz.
- Rio dans les comics Judge Dredd (comic).
- Ritalnie, parodiant l’Italie dans le roman Voyage en Absurdie.
- Rivie, un des Royaumes du Nord dans l'univers du Sorceleur et dans les jeux The Witcher
- Riviera Heralda, atoll désert dans Super Baloo.
- Roaraway dans les romans sur le pays d'Oz.
- Roc, l’un des sept royaume de Westeros (aujourd'hui les Terres de l'Ouest), conquise par Aegon Targaryen, dans l'univers du Trône de Fer et de Game of Thrones.
- Rocklogis dans Mystara.
- Rohan dans le légendaire de Tolkien.
- Rokugan dans Rokugan.
- Roldem, sur le monde de Midkemia, dans Les Chroniques de Krondor de Raymond E. Feist.
- Rommel, royaume dans One Piece.
- Rondubraz, pays d’Amérique du Sud dans lequel se déroule l'action de Viva Bertaga !, un épisode de la série San-Antonio.
- Roquefief dans Faucongris.
- Roshwan, royaume dans One Piece.
- Roskalon, sur le monde de Midkemia, dans Les Chroniques de Krondor de Raymond E. Feist.
- Roumanatolie, inspiré de la Roumanie, dans le roman Voyage en Absurdie.
- Rourucia, royaume dans One Piece.
- Roxia, royaume juif dans le manga City Hunter.
- Le Royaume dans la série de bandes dessinées Le Royaume de Benoît Feroumont.
- Royaume Bourgeois dans One Piece.
- Royaume Céleste dans le manga Seven Deadly Sins.
- Royaume Champignon, royaume de la Princesse Peach dans la série des jeux vidéo Mario.
- Royaume de Babar, royaume africain d'éléphants bipèdes dans la série de livres pour enfants Babar.
- Royaume de Blanche-Fleur dans la bande dessinée Le Royaume de Blanche-Fleur de Benoît Feroumont.
- Royaume de Bronze, ancien royaume de Westeros détruit lors de l'invasion des Andals, dans l'univers du Trône de Fer.
- Royaume de Casinario dans  Le Dernier Milliardaire.
- Royaume de Ga’hoole dans le film Le Royaume de Ga'hoole de Zack Snyder.
- Royaume de Kensuké dans le roman Le Royaume de Kensuké de Michael Morpurgo.
- Royaume de Krungypoor dans Super Baloo.
- Royaume de la Légende dans le roman du même nom de Bertrand Bergeron.
- Royaume de l'Horloge Magique dans la série de livres pour enfants Geronimo Stilton et son adaptation animée.
- Royaume de la Fantaisie dans la série de livres pour enfants Geronimo Stilton et son adaptation animée.
- Royaume de la Magie dans la série de livres pour enfants Geronimo Stilton et son adaptation animée.
- Royaume de la Pierre et du Ciel, ancien royaume de Westeros conquis par Dorne, dans l'univers du Trône de Fer.
- Royaume de la Terre, l'une des quatre nations du monde dAvatar, le dernier maître de l'air.
- Royaume de Macadamia, pays oriental dans Super Baloo.
- Royaume de Rondo dans le roman du même nom de Emily Rodda.
- Royaume de Rothgar dans le roman du même nom de Michael Crichton.
- Royaume de Tobin dans les romans du même nom de Lynn Flewelling.
- Royaume de Végésia dans le jeu Mario and Luigi: Superstar Saga.
- Royaume des Chats dans le film japonais Le Royaume des chats.
- Royaume des couleurs dans le manga du même nom.
- Royaume des Dinosaures dans la série télévisée Le Royaume des dinosaures.
- Royaume des Dragons dans la série de livres pour enfants Geronimo Stilton et son adaptation animée.
- Royaume des Éléphants dans l'album du même nom de la série Plume le Pirate de Paul Thiès et Louis Alloing.
- Royaume des Elfes dans la série de livres pour enfants Geronimo Stilton et son adaptation animée.
- Royaume des Hommes-poissons dans One Piece.
- Royaume des Isles, sur le monde de Midkemia, dans Les Chroniques de Krondor de Raymond E. Feist.
- Royaume des Jhogwins, ancien royaume d'Essos, dans l'univers du Trône de Fer.
- Royaume des Krols, royaume dans une vallée perdue dans la série littéraire Le Roi des Krols d'Olivier Martinelli.
- Royaume des Lions dans la bande dessinée Le Royaume des lions de la série Lulu et Nelson de Charlotte Girard, Jean-Marie Omont et Aurélie Neyret.
- Royaume des Loups dans le roman du même nom de Kathryn Lasky.
- Royaume des Marais, sur le monde de Midkemia, dans Les Chroniques de Krondor de Raymond E. Feist.
- Royaume des Nomes (en) dans les romans sur le pays d'Oz.
- Royaume de Pierre d'Angle dans les romans du même nom de Pascale Quiviger.
- Royaume des Palace Pets dans la série télévisée d'animation Palace Pets (pt) des studios Disney.
- Royaume des Rêves dans Oniria.
- Royaume des Sirènes dans la série de livres pour enfants Geronimo Stilton et son adaptation animée.
- Royaume des Sortilèges dans la série de livres pour enfants Geronimo Stilton et son adaptation animée.
- Royaume des Taupes dans la série de comics et d’animation Les Simpson.
- Royaume des Vrais Hommes, ancien royaume de Westeros détruit lors de l'invasion des Andals, dans l'univers du Trône de Fer.
- Royaume Dézoizo dans One Piece.
- Royaume du Bonheur dans la série de livres pour enfants Geronimo Stilton et son adaptation animée.
- Royaume du Cœur dans Kingdom Hearts.
- Royaume du crépuscule, monde parallèle dans The Legend of Zelda: Twilight Princess.
- Royaume du Dragon d'Or dans le roman du même nom d'Isabel Allende.
- Royaume du prince Nevarhas Bin Broak, pays Arabo-Egyptien dans Super Baloo.
- Royaume du roi des mers, pays marin dans The Legend of Zelda: Phantom Hourglass.
- Royaume d'Asgard, domaine des dieux dans la mythologie Nordique.
- Royaume d'en Bas, royaume souterrain dans les albums John et le Royaume d’En Bas d’Évelyne Brisou-Pellen.
- Royaume Inventé dans le roman du même nom de Marthe Pelletier.
- Royaume Lointain dans l’album Avantures au Royaume Lointain de Lenia Major, Carine Hinder et Jérôme Pélissier.
- Royaume Nomade dans l’album Le Roy qui voyageait avec son Royaume de Thierry Dedieu.
- Royaume Profond dans les Royaumes oubliés.
- Royaume réunifié dans le légendaire de Tolkien.
- Royaume Ryugu dans One Piece.
- Royaume Sans Oiseaux, royaume oriental dans l’album du même nom de Gilles Baum et Thierry Dedieu.
- Royaume souterrain de Yik-Yak dans le film Gwendoline de Just Jaeckin
- Royaume Tontatta dans One Piece.
- Les Royaumes d'Ivoire dans Rokugan.
- Royaume Interdit dans le roman Le Royaume interdit de Rose Tremain.
- Royaumes des Iféquevrons, immense forêt au nord d'Essos, dans l'univers du Trône de Fer.
- Les Royaumes du Nord dans la série de livres Les Gardiens de Ga'Hoole de Kathryn Lasky.
- Les Royaumes du Sud dans la série de livres Les Gardiens de Ga'Hoole de Kathryn Lasky.
- Rringlor Noroth dans les Royaumes oubliés.
- Rrinnoroth dans les Royaumes oubliés.
- Rubis, royaume sur le continent d'Enkidiev apparaissant dans les Chevaliers d'Émeraude d'Anne Robillard.
- Ruhr Conurb dans les comics Judge Dredd (comic).
- Runlatha dans les Royaumes oubliés.
- Ruritanie, royaume situé généralement en Europe centrale ou orientale, dans le roman Le Prisonnier de Zenda (1894) d'Anthony Hope et ses différentes adaptations cinématographiques (1913 : de Hugh Ford et Edwin S. Porter avec James K. Hackett ; 1915 : George Loane Tucker avec Henry Ainley ; 1922 : de Rex Ingram avec Lewis Stone ; 1937 : de John Cromwell avec Ronald Colman ; 1952 : de Richard Thorpe avec Stewart Granger ; 1979 : de Richard Quine avec Peter Sellers).
- Rus, ancien royaume de Westeros conquis par le Nord, dans l'univers du Trône de Fer.
- Ruxie dans le manga City Hunter.
- Rystallbois dans les Royaumes oubliés.

## S
- Sacoridie, royaume dirigé par Zacharie de Basseterre, l'un des héros de Cavalier Vert, par Kristen Britain.
- Sacramento, île de la mer des Caraïbes dans le roman d'Érico Veríssimo O Senhor Embaixador (en), fortement inspirée de Cuba.
- Sage, royaume sur le continent d'Enkidiev apparaissant dans les Héritiers d'Enkidiev d'Anne Robillard, autrefois connu sous les noms d'Espérita par ses habitants et de Royaume des Esprits par le reste d'Enkidiev.
- Sahrani, île de l'Atlantique divisée entre deux pays : la République Démocratique de Sahrani (communiste) au nord, et le Royaume de Sahrani du Sud au sud, dans le jeu vidéo ARMA: Armed Assault.
- Saint Empire de Britannia, empire s'étendant sur toute l'Amérique, une partie de l'Afrique, de l'Europe et de l'Océanie dans le manga Code Geass.
- Saint George, État insulaire situé dans la mer d'Arabie, dans l'épisode A Victory for Democracy de la série Yes Minister.
- Saint Havre Maritime dans les Royaumes oubliés.
- Saint Honoré, île de la mer des Caraïbes dans le roman d'Agatha Christie Le major parlait trop.
- Sakura, un royaume dans One Piece.
- Saldaea dans La Roue du temps de Robert Jordan.
- Salfalaise, ancien royaume insulaire de Westeros avant l'unification des Îles de Fer, dans l'univers du Trône de Fer.
- Sallosh, ancienne cité sarnore sur Essos, dans l'univers du Trône de Fer.
- Salmater, sur le monde de Midkemia, dans Les Chroniques de Krondor de Raymond E. Feist.
- Saltimboca, cité d’Amérique du Nord enterrée dans la bande dessinée La Splendeur perdue de Saltimboca dans l'Univers des canards de Disney.
- Salusa Secundus, planète d'origine des Sardaukar et de la maison Corrino, dans le cycle de Dune.
- Samarach dans les Royaumes oubliés.
- Samarkand dans les comics Judge Dredd (comic).
- Sambacabana, dictature militaire d’Amérique du Sud, ennemie de la république de Tiroflanco, dans l’album Les 4 As et la saucisse volante, de la série de bandes-dessinées Les 4 As.
- Sambria, l'un des cinq royaumes présent dans Five Kingdoms de Brandon Mull.
- Samra dans les Royaumes oubliés.
- Samyriana, cité d'Essos, dans l'univers du Trône de Fer.
- San Barbasco, pays d’Amérique centrale dans la bande dessinée La Cité des rêves de la série Bob Morane.
- San Bravo, dans la série de romans policiers San-Antonio.
- San Cristobal, île de la mer des Caraïbes présentes dans de nombreux romans de George Lamming.
- San Escobar, pays cité à la suite d'une erreur par le ministre polonais des Affaires étrangères Witold Waszczykowski en janvier 2017.
- San Esperito (république de), pays d'Amérique du Sud dirigé par un dictateur dans le jeu vidéo Just Cause
- San Felicitad, pays d’Amérique centrale dans la bande dessinée Les Aventures de Bob Morane.
- San Gazpacho, pays d'Amérique centrale où vivent les indiens Chorizos dans la bande dessinée Les Profs.
- San Larco, république dans la bande dessinée La Crypte de Jacques Martin, épisode de la série des aventures du journaliste Lefranc.
- San Martin, pays d'Amérique centrale voisin du Managua et impliqué dans une aventure de la bande dessinée Les Aventures de Tanguy et Laverdure (Les Anges noirs, 1968).
- San Miguel, pays de la péninsule du Yucutan dans le film La Madone des sleepings de Henri Diamant-Berger.
- San Miguel, pays de la bande dessinée XIII.
- San Monique, île de la mer des Caraïbes gouvernée par un seigneur de la drogue dans le film de James Bond Vivre et laisser mourir.
- San Serriffe, dans l'océan Indien, un poisson d'avril du Guardian en 1977.
- San Sombrèro, îles de la mer des Caraïbes à proximité de San Sombrèro, dans San Sombrèro (en).
- San Theodoros, pays inspiré de la Bolivie et du Mexique dans les albums L'Oreille cassée et Tintin et les Picaros de la séride de bande dessinées Les Aventures de Tintin de Hergé.
- San Trinidad, pays d’Amérique centrale dans la bande dessinée Le Président ne mourra pas de la série Bob Morane.
- San Quinto dans le film SOS - Train d'atterrissage bloqué.
- Santa Banana, république militaire insulaire de prédilection pour les voyageurs québécois dans les œuvres autour du personnage d’Elvis Gratton.
- Santa Costa, île de la mer des Caraïbes sous gouvernement dictatorial dans l'épisode pilote de la série télévisée Mission impossible. Elle est située entre Cuba et la côte vénézuélienne.
- Santa Prisca (en) dans l'univers DC.
- Sao Rico, pays inspiré des États-Unis dans l’album L'Étoile mystérieuse de la série de bande dessinée Les Aventures de Tintin de Hergé.
- Saphery dans les jeux Warhammer.
- Saphir, nom donné par le chevalier Jasson à Adoradéa dans les Chevaliers d'Émeraude d'Anne Robillard, mais qui fut abandonné après son départ de la forêt.
- Royaume de Sapin, dans le jeu vidéo The Belkan War de la série Ace Combat.
- Sarasaland dans le jeu vidéo Super Mario.
- Saravonie-Argovine (évoquant évidemment la Bosnie Hérzégovine) dans la bande dessinée de Jean Claude Forest La jonque fantôme vue de l'orchestre. Le cadre  historique est la guerre de 14 sur le front des Balkans et l'Adriatique . Gaston Gamine, un jeune matelot de la "Royale" naufragé après un torpillage, rencontre un étrange illusioniste forain nommé Winnic Radbod, qui anime un spectacle onirico - fantastique
- Sardalia dans le film Amours de Reine.
- Sarhoy, ancienne cité rhoynar sur Essos, dans l'univers du Trône de Fer.
- Sar Mell, ancienne cité rhoynar sur Essos, dans l'univers du Trône de Fer.
- Sarnath, cité sarnore sur Essos, la seule existant encore, dans l'univers du Trône de Fer.
- Sarnor, ancien royaume sur Essos, mais qui était en fait constitué de plusieurs cités-états, dans l'univers du Trône de Fer.
- Sarys, ancienne cité sarnore sur Essos, dans l'univers du Trône de Fer.
- Sarphil dans les Royaumes oubliés.
- Sarranid, sultanat situé dans les déserts du sud du jeu Mount and Blade.
- Sarshel dans les Royaumes oubliés.
- Sarys, ancienne cité sarnore sur Essos, dans l'univers du Trône de Fer.
- Sathar, ancienne cité sarnore sur Essos, dans l'univers du Trône de Fer.
- Saubure (parfois orthographié Sobure ou Sauville), royaume dans le manga Gosick.
- Scatmandu dans Super Baloo.
- Schoukroutland dans Le secret des Mousestone, dans l'univers de Mickey Mouse.
- Schwambranie ou Schwambrania, dans le roman Le Voyage imaginaire de Lev Kassil
- Seanchan dans La Roue du temps de Robert Jordan.
- Seeweegia dans les romans sur le pays d'Oz.
- Seigneurie des Îles dans Faucongris.
- Séléné dans La Passe-miroir de Christelle Dabos.
- Selmaryl dans les Royaumes oubliés.
- Selûnarra dans les Royaumes oubliés.
- Semberholme dans les Royaumes oubliés.
- Sembie dans les Royaumes oubliés.
- Semphar dans les Royaumes oubliés.
- Semrick, sur le monde de Midkemia, dans Les Chroniques de Krondor de Raymond E. Feist. Le duché de Semrick a fusionné avec le duché de Maladon.
- Sept-Couronnes (Royaume des Sept-Couronnes), royaume créé par Aegon Targaryen en unifiant tous les royaumes de Westeros (sauf Dorne), dans l'univers du Trône de Fer et de Game of Thrones.
- Serado, île des Antilles, dans Panne sèche à Serado, épisode de la série de bandes dessinées Bob Morane.
- La Sérénissime dans La Passe-miroir de Christelle Dabos.
- Sergarie, dans le film Le Roi Pandore.
- Serôs dans les Royaumes oubliés.
- Serpentès dans les Royaumes oubliés.
- Sespech dans les Royaumes oubliés.
- Seven dans le manga Fairy Tail d'Hiro Mashima.
- Seyrun, ancien royaume, dans le manga Gosick.
- Shaar dans les Royaumes oubliés.
- Shaassazheen, dans la saga Le Cycle du guerrier de Mars.
- Shadar Logoth dans La Roue du temps de Robert Jordan.
- Shanatar dans les Royaumes oubliés.
- Shandora dans One Piece.
- Shangri-La, décrit dans le roman Les Horizons perdus écrit par James Hilton en 1933.
- Shantel Othreier dans les Royaumes oubliés.
- Sharlarion dans les Royaumes oubliés.
- Sharrven dans les Royaumes oubliés.
- Sheev, dans la saga Le Cycle du guerrier de Mars.
- Sherkan dans Honor Harrington.
- Shi Shen Territories dans les comics Judge Dredd (comic).
- Shienar dans La Roue du temps de Robert Jordan.
- Shiota dans La Roue du temps.
- Shishano, un royaume dans One Piece.
- Shola, royaume sur le continent d'Enkidiev apparaissant dans les Chevaliers d'Émeraude d'Anne Robillard. Le massacre de sa population marque les premiers chapîtres de la saga. Depuis les Héritiers d'Enkidiev, il est de nouveau habité par Myrialuna et sa famille dans le château reconstruit de Shola, et par des sages sholiens dans un sanctuaire dédié au dieu Abussos.
- Shoon dans les Royaumes oubliés.
- Shou Lung dans les Royaumes oubliés.
- Sidh dans La Passe-miroir de Christelle Dabos.
- Sigil dans Planescape.
- Sildëyuir dans les Royaumes oubliés.
- Sildavie, pays d'Europe centrale dans la bande dessinée La Griffe de l'Ombre Jaune de la série Bob Morane.
- Siluvanede dans les Royaumes oubliés.
- Silvanesti dans Lancedragon.
- Silverland, royaume dans le manga Princesse Saphir.
- Simba-City dans les comics Judge Dredd (comic).
- Simiussa, pays situé sur le continent d'Enlilkisar, apparaissant dans les Héritiers d’Enkidiev d’Anne Robillard.
- Singapore dans les comics Judge Dredd (comic).
- Siwa dans les comics Judge Dredd (comic).
- Six-Ponts, décor principal de la bande dessinée Le Royaume de Benoît Feroumont.
- Skampavia dans les romans sur le pays d'Oz.
- Skandie dans L'Apprenti d'Araluen.
- Skull Island, île de l'océan Indien dans les films King Kong.
- Skull Island, île dans Super Baloo.
- Skypiea dans One Piece.
- Sloopdilmonpolop dans les Royaumes oubliés.
- Slovakistan, pays imaginé par Michaël Youn, Vincent Desagnat et Benjamin Morgaine, pour les besoins d'un sketch du Morning Live.
- Slumberland, un pays difficile à atteindre pour Little Nemo de Winsor Mac Cay (bande dessinée).
- Sodalité vidiienne dans l'univers de Star Trek.
- Sodor (ou Chicalor en français), île de la mer d'Irlande entre la Grande-Bretagne et l'île de Man, dans la série de livres pour enfants Thomas et ses amis de Wilbert Vere Awdry.
- Solamnia dans Lancedragon.
- Solandie dans Faucongris.
- Solomon City dans les comics Judge Dredd (comic).
- Solis, pays d’Amérique latine dans le jeu vidéo Just Cause 4.
- Sondonésie, archipel d’Asie du Sud-Est dont des guérilleros indépendantistes ont été engagés par Rastapopoulos dans l’épisode Vol 714 pour Sydney de la série de bandes dessinées Les Aventures de Tintin.
- Songfarla dans les Royaumes oubliés.
- Sorbet ou Solbay, un royaume dans One Piece.
- Sokovie une nation slave dans l’univers Marvel[6].
- Soufre ancien royaume de Westeros conquis par Dorne, dans l'univers du Trône de Fer.
- South-Am City dans les comics Judge Dredd (comic).
- Spade dans le manga Black Clover de Yūki Tabata.
- Spango-Pango, mentionné dans Super Baloo.
- Sphur upra dans les Royaumes oubliés.
- Srinaï, dans la saga Le Cycle du guerrier de Mars.
- Sshamath dans les Royaumes oubliés.
- Standing, un royaume dans One Piece.
- Stani-States dans les comics Judge Dredd (comic).
- St Antony, pays fictif dans le roman de Austin Tappan Wright (en) Islandia (en).
- Stella dans le manga Fairy Tail d'Hiro Mashima.
- Les Steppes du Nord dans Rokugan.
- Steppes Sobo, pays fictif dans le roman de Austin Tappan Wright (en) Islandia (en).
- Stérich dans Faucongris.
- Stormhold, royaume, dans le film Stardust, le mystère de l'étoile.
- Stromgarde dans l'univers de Warcraft.
- St Urea, un royaume dans One Piece.
- Sturgia, principauté occupant le nord du jeu vidéo Mount and Blade II: Bannerlord.
- Stygai, ancienne cité des Contrées de l'Ombre sur Essos réputée hantée, dans l'univers du Trône de Fer.
- Subrosia, monde souterrain d'Holodrum dans The Legend of Zelda: Oracle of Seasons.
- Le Sud, partie de la France devenue indépendante, créé dans l'émission Joueur du Grenier.
- Sud-Soudan, partie du Soudan (ne pas confondre avec Soudan du Sud) ayant connu une sécession dans la bande dessinée Les Berges du temps de la série Bob Morane.
- Suédège dans La Sélection de Kiera Cass.
- Sulasspryn dans les Royaumes oubliés.
- Sulliaba, pays fictif dans le roman de Austin Tappan Wright (en) Islandia (en).
- Sulth, sur le monde de Midkemia, dans Les Chroniques de Krondor de Raymond E. Feist.
- Sundabar dans les Royaumes oubliés.
- Superbia (DC Comics)Superbia dans l'univers DC.
- Surda dans L'Héritage de Christopher Paolini.
- Svea, au nord de la Scandinavie, dans L'Autre Univers de Poul Anderson.
- Swadia, royaume le plus fort et situé au centre du continent dans le jeu vidéo Mount and Blade.
- Swedenborg, principauté nordique dans la saga littéraire Le Prince Éric et son adaptation Le Prince Éric en bande dessinée.
- Sydney–Melbourne Conurb dans les comics Judge Dredd (comic).
- Syldavie, pays des Balkans dont la capitale est Klow dans l'album Le Sceptre d'Ottokar de la bande dessinée Les Aventures de Tintin.
- Sylvania dans La Soupe au canard, film de Leo McCarey (1933) ainsi que dans Ambassador Bill (1931).
- Sylvanie dans les jeux Warhammer.
- Sylvanie, ville-portail de l'Outreterre dans Donjons et Dragons.
- Symkaria (en) dans l'univers Marvel.
- Symphonia dans le manga Rave d'Hiro Mashima.
- Synnoria dans les Royaumes oubliés.
- Syòrpiir dans les Royaumes oubliés.
- Syraq dans l'univers DC.

## T
- T'lindhet dans les Royaumes oubliés.
- T'u Lung dans les Royaumes oubliés.
- Tabaxi dans les Royaumes oubliés.
- Tabot dans les Royaumes oubliés.
- Taboulistan, pays fictif dans le film Vive la France.
- Taine dans Faucongris.
- Tajine, un royaume dans One Piece.
- Taglios, cité-État dans le Cycle de la Compagnie noire.
- Takicardie, royaume dirigé par le roi Charles-V-et-trois-font-huit-et-huit-font-seize dans Le Roi et l'oiseau.
- Talashar dans les Royaumes oubliés.
- Tamriel, un empire et continent dans The Elder Scrolls.
- Tanbarun, dans le manga Shirayuki aux cheveux rouges.
- Tang Mo, l'un des quatre royaumes d'Akavir dans The Elder Scrolls.
- Taï Tsieng, pays d’Asie dans la bande dessinée Bernard Prince.
- Tapasanbal, pays d’Amérique du Sud dans la bande dessinée Viva Papa ! de la série Achille Talon.
- Taprobane, île de l'océan Indien dans le roman d'Arthur C. Clarke Les Fontaines du paradis.
- Tar Valon cité-État dans La Roue du temps de Robert Jordan.
- Tarabon dans La Roue du temps de Robert Jordan.
- Tartare dans La Passe-miroir de Christelle Dabos.
- Tashalan dans les Royaumes oubliés.
- Tashalar dans les Royaumes oubliés.
- Tashluta dans les Royaumes oubliés.
- Taswegia dans les comics Judge Dredd (comic).
- Tathmaziz, dans le roman Appelez-moi chérie de la série policière San-Antonio.
- Tawaki, nation fictive de l'Océan Pacifique dans le film Norman diplomate.
- Tcherkistan, pays d’Europe de l’Est en guerre civil dirigé par un dictateur militaire dans le film Supercondriaque.
- Tchernarus, un pays de l'ex-U.R.S.S. en pleine guerre civile dans  le jeu ARMA II.
- Tear dans La Roue du temps de Robert Jordan.
- Telantiwar dans les Royaumes oubliés.
- Telflamm dans les Royaumes oubliés.
- Tellene dans Kingdoms of Kalamar.
- Telmar (en) dans Le Monde de Narnia.
- Témérie, un des Royaumes du Nord dans l'univers du Sorceleur et dans les jeux The Witcher
- Tempe dans Negima ! Le Maître magicien.
- Tendre, géographie galante de Madeleine de Scudéry (1654).
- Tepecoalt, pays anciennement situé sur le continent d'Enlilkisar, apparaissant dans les Héritiers d’Enkidiev d’Anne Robillard.
- Terabithia, royaume dans une forêt d'Amérique du Nord, évoqué dans le roman de Katherine Paterson Le Royaume de la rivière et dans le film Le Secret de Terabithia.
- Terebinthia dans Le Monde de Narnia.
- Termina, royaume au bord de la destruction dans le jeu vidéo The Legend of Zelda: Majora's Mask.
- Terre, en forme longue les Nations-unies, dans la série de romans The Expanse de James S.A. Corey.
- Terre de la Nuit, pays de l'univers du Monde émergé de Licia Troisi.
- Terre de la Mer, pays de l'univers du Monde émergé de Licia Troisi.
- Terre des nomades dans Super Baloo.
- Terre des Roches, pays de l'univers du Monde émergé de Licia Troisi.
- Terre du Feu, pays de l'univers du Monde émergé de Licia Troisi.
- Terre du Jour, pays de l'univers du Monde émergé de Licia Troisi.
- Terre du Soleil, pays de l'univers du Monde émergé de Licia Troisi.
- Terre du Vent, pays de l'univers du Monde émergé de Licia Troisi.
- Terrefin dans les Royaumes oubliés.
- Terre Triple dans La Roue du temps de Robert Jordan.
- Les Terres Brûlées dans Rokugan.
- Tertres, ancien royaume de Westeros conquis par le Nord, dans l'univers du Trône de Fer.
- Tescala, île de l'Atlantique mentionnée dans la série télévisée Les Experts : Manhattan de Jerry Bruckheimer ; l'île est censée avoir rejoint l'ONU en 1991 et est un port franc.
- Tétaragua, État inspiré du Nicaragua, dans le film Tintin et le Mystère de La Toison d'or.
- Téthymar dans les Royaumes oubliés.
- Tethyr dans les Royaumes oubliés.
- Texas City dans les comics Judge Dredd (comic).
- Thalarion dans l'univers DC.
- Thar dans les Royaumes oubliés.
- Thargelion dans le légendaire de Tolkien.
- Thay dans les Royaumes oubliés.
- Thearnytaar dans les Royaumes oubliés.
- Thembria, pays dans le dessin animé Super Baloo.
- Themyscira dans l'univers DC.
- Theron dans Honor Harrington.
- Thesk dans les Royaumes oubliés.
- Thoras, ville-portail de l'Outreterre dans Donjons et Dragons.
- Thrane dans Eberron.
- Thras, un continent dans The Elder Scrolls.
- Thindol dans les Royaumes oubliés.
- Thonduras, république d’Amérique du Sud dans la bande dessinée Steve contre Dr Yes de Jacques Devos.
- Thorbardin dans Lancedragon.
- Thule dans l'œuvre de Robert E. Howard sur Kull.
- Thyatis dans Mystara.
- Tibéra, pays, dont la capitale est Kawar, à priori situé en Amérique du Sud, dans le film I… comme Icare.
- Tiberian dans Honor Harrington.
- Tilée dans les jeux Warhammer.
- Timbuk2 dans les comics Judge Dredd (comic).
- Tinabula dans Super Baloo.
- Tintageer dans les Royaumes oubliés.
- Tiran, État islamique inspiré de l'Iran, dans le film Le Labyrinthe des passions.
- Tiranoc dans les jeux Warhammer.
- Tiroflanco, république d’Amérique du Sud, ennemie du Sambacabana, dans l’album Les 4 As et la saucisse volante, de la série de bandes-dessinées Les 4 As.
- Titan dans La Passe-miroir de Christelle Dabos.
- Tleilax, la planète des Danseurs-Visages, dans l'univers de Dune.
- Tol Eressëa dans le légendaire de Tolkien.
- Tolos, cité valyrienne des Contrées de l'été constant sur Essos, dans l'univers du Trône de Fer.
- Tomanie, État de fiction dirigé par Adenoïd Hynkel dans le film Le Dictateur de Charles Chaplin.
- Tômatôland', imaginé pour « Le Couac ».
- Tomorrowland, État de fiction dans le film à la poursuite de demain
- Topaz, un des huit royaumes de Legendra dans le jeu vidéo Dragon Force.
- Torch dans Honor Harrington.
- Torenth dans Les Derynis.
- Torl dans les Royaumes oubliés.
- Torras dans Hype: The Time Quest.
- Torrentine, ancien royaume de Westeros conquis par Dorne, dans l'univers du Trône de Fer.
- Torth, ancien royaume de Westeros conquis par les Terres de l'Orage, dans l'univers du Trône de Fer.
- Totem dans La Passe-miroir de Christelle Dabos.
- Toufoul-Kang, État d’Asie déchiré par la guerre entre le général Kitu-Tou et le prince Char-Mang, satyre de la guerre du Vietnam, dans l’univers des canards de Disney.
- Tournevent dans Faucongris.
- Toussaint (Duché de), principauté dans le jeu-vidéo The Witcher 3: Wild Hunt.
- Traaskl Thorog dans les Royaumes oubliés.
- Tradnor, un des huit royaumes de Legendra dans le jeu vidéo Dragon Force.
- Tralia dans le Cycle des Derynis.
- Transia (en) dans l'univers Marvel.
- Transvitanie, pays numérique, dans Mickey et la Rampire de Transvitanie.
- Travlum, État souverain jusqu'à son intégration à Gwynedd dans Les Derynis.
- Tribu de l'Eau du Pôle Nord, pays du monde dAvatar, le dernier maître de l'air.
- Tribu de l'Eau du Pôle Sud, pays du monde dAvatar, le dernier maître de l'air.
- Tribus de l'Eau, l'une des quatre nations du monde dAvatar, le dernier maître de l'air, désormais divisée en deux.
- Tristan, un des huit royaumes de Legendra dans le jeu vidéo Dragon Force.
- Troicinet, royaume dans de le cycle de roman Lyonesse de Jack Vance.
- Trois Filles, ancien royaume d'Essos, aussi appelé la Triarchie, dans l'univers du Trône de Fer.
- Trois Sœurs, ancien royaume de Westeros conquis par le Val, dans l'univers du Trône de Fer.
- Tropico, État insulaire de la mer des Caraïbes dans le jeu vidéo pour ordinateur Tropico.
- Tryphème, royaume situé sur la péninsule qui prolonge les Pyrénées vers les eaux des Baléares, dans Les Aventures du roi Pausole de Pierre Louÿs.
- Tsaesci, l'un des quatre royaumes d'Akavir dans The Elder Scrolls.
- Tsala, une île en Antarctique dans le roman de 1838 Les Aventures d'Arthur Gordon Pym d'Edgar Allan Poe et dans sa suite de 1897 Le Sphinx des glaces par Jules Verne. L'île est peuplée d'une tribu (ethnologie) menée par le chef Too-Wit.
- Tsikota, république musulmane ex-yougoslave dans le roman L’Enlèvement, de Vladimir Volkoff.
- Tsornyl dans les Royaumes oubliés.
- Tsumit dans Faucongris.
- Tsuranuanni, sur le monde de Kelewan, dans Les Chroniques de Krondor de Raymond E. Feist.
- Tudor, royaume en guerre contre le Midland dans le manga Berserk
- Tultanthar dans les Royaumes oubliés.
- Tumbaga, île des Antilles, dans la bande dessinée Guérilla à Tumbaga de la série Bob Morane.
- Turgisie entre l'Ukraine et la Russie dans la série Borgen, une femme au pouvoir, saison 1 (6/10), visite d'État.
- Turgistan, dictature au centre de l'intrigue du film Six Underground.
- Turkestan Protectorates dans les comics Judge Dredd (comic).
- Turmish dans les Royaumes oubliés.
- Turquoise, royaume sur le continent d'Enkidiev apparaissant dans les Chevaliers d'Émeraude d'Anne Robillard.
- Tyburn dans le Cycle des Derynis.
- Tyrosh, l'une des cités libres d'Essos, dans l'univers du Trône de Fer et de Game of Thrones.
- Tzindylspar dans les Royaumes oubliés.

## U
- Überwald royaume du Disque-Monde.
- Ulek dans Faucongris.
  - Comté d'Ulek
  - Duché d'Ulek
  - Principauté d'Ulek
- Ulfland du Nord, royaume dans de le cycle de roman Lyonesse de Jack Vance.
- Ulfland du Sud, royaume dans de le cycle de roman Lyonesse de Jack Vance.
- Ulgarth dans les Royaumes oubliés.
- Ull dans Faucongris.
- Ulthuan dans les jeux Warhammer.
- Umbar dans le légendaire de Tolkien.
- Umec dans l'univers DC.
- Umur dans les comics Judge Dredd (comic).
- Undrek'Thoz dans les Royaumes oubliés.
- Union cardassienne dans l'univers de Star Trek.
- Union Paraguay-Argentine dans La Sélection de Kiera Cass.
- United Federation, pays fictif apparaissant dans le jeu vidéo indépendant Papers, Please.
- Unther dans les Royaumes oubliés.
- Upper Geezerland ou Haut Geezerland, île mentionnée dans Super Baloo.
- Uqbar, terre imaginaire de Jorge Luis Borges.
- Uranium City dans les comics Judge Dredd (comic).
- Urnst dans Faucongris.
  - Comté d'Urnst
  - Duché d'Urnst
- Urville, une ville imaginaire créé par Gilles Tréhin.
- Uslande, pays abritant Cap Suzette ville où vit Baloo dans Super Baloo.
- République d’Ustio, dans le jeu vidéo The Belkan War de la série Ace Combat.
- Ust Natha dans les Royaumes oubliés.
- Utopia, île et pays où se déroule le récit utopiste de Thomas More ; c'est aussi le pays dont Pantagruel soupçonne Panurge d'être originaire.
- Uvaeren dans les Royaumes oubliés.

## V
- Vaasie dans les Royaumes oubliés.
- Vadutz (de) dans l'œuvre de Clemens Brentano.
- Vaegir, royaume du jeu vidéo Mount and Blade.
- Valduzia, pays d’Europe dans le roman Les Royaumes de Borée de Jean Raspail.
- Val (Royaume de la Montagne et du Val), l'une des sept couronnes de Westeros (aujourd'hui le Val d'Arryn), conquise par Aegon Targaryen, dans l'univers du Trône de Fer et de Game of Thrones.
- Le Val dans le légendaire de Tolkien.
- Val-Serein, ancienne patrie des gnomes conquises par les ogres dans Gardiens des Cités perdues de Shannon Messenger.
- Val Verde (en), pays d’Amérique latine dans les films Commando, Predator et 58 minutes pour vivre.
- Valénar dans Eberron.
- Valinor, royaume des Valar dans le légendaire de Tolkien.
- Vallée du Mage dans Faucongris.
- Vallée du rire dans les romans sur le pays d'Oz.
- Vallée du vent, dans Nausicaä de la vallée du vent.
- Valusia (es) dans l'œuvre de Robert E. Howard sur Kull.
- Valyria, un ancien empire et sa capitale dans la saga Le Trône de fer de George R. R. Martin.
- Vanutu, pays du Pacifique sud comprenant quatre atolls dans le roman État d'urgence de Michael Crichton.
- Varaiso, pays d'Amérique du Sud dans la bande dessinée Le Disparu de l'enfer de la série Ric Hochet.
- Varanie, dans le roman Une Araignée appelée à régner.
- Vatican City dans les comics Judge Dredd (comic).
- Les Vaux dans les Royaumes oubliés.
- Veldorn dans les Royaumes oubliés.
- Vélizy dans Groland.
- Véluna dans Faucongris.
- Verbobonc dans Faucongris.
- Véronica dans le film Fairy Tail, le film : La Prêtresse du Phœnix.
- Verulia dans l'œuvre de Robert E. Howard sur Kull.
- Vesperal dans La Passe-miroir de Christelle Dabos.
- Vespucie, parodiant les États-Unis dans le roman Voyage en Absurdie.
- Viergétang, ancien royaume de Westeros détruit lors de l'invasion des Andals, dans l'univers du Trône de Fer.
- Vieux Wyk, ancien royaume insulaire de Westeros avant l'unification des Îles de Fer, dans l'univers du Trône de Fer.
- Villevieille, ancien royaume de Westeros conquis par le Bief, dans l'univers du Trône de Fer.
- Vladnyar, dans la saga Le Cycle du guerrier de Mars.
- Vlandia, royaume oriental du jeu vidéo Mount and Blade II: Bannerlord.
- Vlatava (en), pays d’Europe de l’Est dans l’univers DC.
- Volantis, l'une des cités libres d'Essos, dans l'univers du Trône de Fer et de Game of Thrones.
- Volta, pays d’Afrique dans les comics Judge Dredd.
- Volta, royaume d'Auriana dans la série LoliRock.
- Vorodine, pays d’Europe centrale dans le film Qui êtes-vous, Polly Maggoo ? de William Klein.
- Vosnia, pays d’Europe centrale dans Secret d’État.

## W
- Wa dans les Royaumes oubliés.
- Wadiya, pays rebelle du Moyen-Orient dans le film The Dictator.
- Wakanda dans l'univers Marvel.
- Walavala, dans la saga Le Cycle du guerrier de Mars.
- Walinor, sur le monde de Midkemia, dans Les Chroniques de Krondor de Raymond E. Feist.
- Walla-Walla-Bing-Bang, royaume dans Super Baloo.
- Wallach IX, planète-siège des Bene Gesserit et de leur école-mère, dans l'univers de Dune.
- Walou et Fortounas dans Valérian, Shingouzlooz inc. Walou et Fortounas sont 2 micro-états également paradis fiscaux.
- Water Seven dans One Piece.
- Wesnoth dans le jeu-vidéo Battle for Wesnoth.
- Westerland, royaume dans les jeux Warhammer.
- Wurthenheim, pays d'Europe occidentale fondé sous la forme d'un grand-duché (voir les aventures de Wayne Shelton, tome Son altesse Honesty).

## X
- Xanadu, la ville et palais chinois réel Shangdu, dans le poème Kubla Khan de Samuel Taylor Coleridge en 1816, qui a inspiré les pays imaginaires suivants :
  - un pays recouvrant l’Himalaya dans le film Les Horizons perdus de Frank Capra en 1937 ;
  - le pays de tous les magiciens dans la bande dessinée Mandrake le Magicien ;
  - une vallée dans l’Himalaya, aussi appelée Trala-La, dans l’univers des canards de Disney.
- Xeris, royaume de Talia dans la série LoliRock.
- Xerxes, pays dans le manga Fullmetal Alchemist.
- Xing, pays dans le manga Fullmetal Alchemist.

## Y
- Yadupour, dans le feuilleton radiophonique et roman Malheur aux barbus de Pierre Dac et Francis Blanche.
- Yaksha, dans la saga Le Cycle du guerrier de Mars.
- Yara, île des Caraïbes dans le jeu-vidéo Far Cry 6.
- Yathchol dans les Royaumes oubliés.
- Ylaruam dans Mystara.
- Ynys yr Afallon, qui s'étend de l'Amérique du Nord jusqu'à la Colombie, dans la nouvelle L'Autre Univers de Poul Anderson.
- Yokuda, un continent dans The Elder Scrolls.
- Yrkhone dans Les Forêts d'Opale.
- Yrlaancel dans les Royaumes oubliés.
- Ys, île imaginaire située entre le monde certain et le monde incertain provenant d'une parcelle de Bretagne s'étant détachée du continent à la suite d'un cataclysme d'après la trilogie de fantasy Le Livre des étoiles d'Erik L'Homme.
- Yuireshanyaar dans les Royaumes oubliés.
- Yûlash dans les Royaumes oubliés.
- Union des républiques Yuktobaniennes, dans la série de jeux vidéo Ace Combat.
- Yunkaï, l'une des cités esclavagistes d'Essos, dans l'univers du Trône de Fer et de Game of Thrones.
- Yvresse dans les jeux Warhammer.

## Z
- Zacadalgo, petit État d’Amérique du Sud dans la bande dessinée Piège au Zacadalgo de la série Bob Morane.
- Zahrain, dans le film Les Fuyards du Zahrain.
- Zakhara dans les Royaumes oubliés.
- Zambara, petit État d’Amérique centrale, dans la série de bandes dessinées Bob Morane.
- Zambia Metropolitan dans les comics Judge Dredd (comic).
- Zamunda, pays africain fictif d'où vient le héros du film Un prince à New York.
- Zandalar dans l'univers de Warcraft.
- Zanzibar dans Honor Harrington.
- Zanzibar Land, État-nation dans le jeu vidéo Metal Gear 2.
- Zaun, cité-État dans le jeu vidéo League of Legends et la série télévisée Arcane.
- Zeïf dans Faucongris.
- Zénor, royaume sur le continent d'Enkidiev apparaissant dans les Chevaliers d'Émeraude d'Anne Robillard.
- Zentharim dans les Royaumes oubliés.
- Zéphyr dans La Passe-miroir de Christelle Dabos.
- Zeropolis, l'un des cinq royaumes présent dans Five Kingdoms de Brandon Mull.
- Zheng Fa, dans la saga de jeux vidéo et manga Ace Attorney, petit État continental d'Asie, fortement inspiré de la Chine et de la Corée.
- Zhentilar dans les Royaumes oubliés.
- Zilargo dans Eberron.
- Zimbabouin, pays d’Afrique où le trafic d’ivoire est très présent et où une partie de la jungle est peuplé de mutations génétiques d'animaux, provoquées par le crash d'un avion transportant des bombes atomiques dans Les 4 As et le mystère de la jungle, dans la série de bandes-dessinées Les 4 As.
- Zimbekistan, pays fictif dans le film Eyeborgs.
- Zircon, royaume constitué d’une immense caverne aux murs de cristal, situé sous le Désert sur le continent d'Enkidiev apparaissant dans les Chevaliers d'Émeraude d’Anne Robillard.
- Zo dans One Piece.
- Zotrland, royaume dans la bande dessinée Le Roi des Zôtres de la série Achille Talon.
- Zubrowka, république de Zubrowka dans le film The Grand Budapest Hotel.